# UEFA Nations League 2018/19/Liga D
Die Liga D der UEFA Nations League 2018/19 war die erste Austragung der vierthöchsten Division innerhalb dieses Wettbewerbs. Sie begann am 6. September 2018 mit den ersten und endete am 20. November 2018 mit den letzten Gruppenspielen.
Für die erste Austragung dieses Wettbewerbs wurden die Nationalmannschaften gemäß ihren UEFA-Koeffizienten in die jeweiligen Ligen eingeteilt.
In der Liga D traten 16 Mannschaften in vier Vierergruppen an. Die Gruppensieger (Georgien, Belarus, der Kosovo und Nordmazedonien) stiegen in die Liga C auf. Aufgrund einer Aufstockung der Ligen A, B und C auf je 16 Teams zur nachfolgenden Austragung stiegen zusätzlich die Gruppenzweiten (Kasachstan, Luxemburg, Aserbaidschan und Armenien) sowie der beste Gruppendritte (Moldau) in die Liga C auf.
Darüber hinaus qualifizieren sich die vier besten Mannschaften, die nicht bereits über den Qualifikationswettbewerb für die EM 2021 qualifiziert sind, für die Play-offs, welche voraussichtlich im Oktober und November 2020 ausgespielt werden.

## Gruppe 1
| Pl. | Land       | Sp. | S | U | N | Tore    | Diff. | Punkte |
| --- | ---------- | --- | - | - | - | ------- | ----- | ------ |
| 1.  | Georgien   | 6   | 5 | 1 | 0 | 012:200 | +10   | 16     |
| 2.  | Kasachstan | 6   | 1 | 3 | 2 | 008:700 | +1    | 06     |
| 3.  | Lettland   | 6   | 0 | 4 | 2 | 002:600 | −4    | 04     |
| 4.  | Andorra    | 6   | 0 | 4 | 2 | 002:900 | −7    | 04     |

### Kasachstan – Georgien 0:2 (0:0)
| Kasachstan                                              | Kasachstan | Georgien | Georgien |
| ------------------------------------------------------- | --- | --- | -------- |
| Kasachstan                                              | \| 1. Spieltag \| \| 6. September 2018 um 16:00 Uhr in Astana (Astana Arena) \| \| Schiedsrichter: Halil Umut Meler ( Türkei) \| \| Spielbericht \| | \| 1. Spieltag \| \| 6. September 2018 um 16:00 Uhr in Astana (Astana Arena) \| \| Schiedsrichter: Halil Umut Meler ( Türkei) \| \| Spielbericht \| | Georgien |
| Kasachstan                                              | Nenad Erić – Sergei Malyj, Jewgeni Postnikow, Dmitri Schomko , Absal Beissebekow – Islambek Quat (76. Bauyrschan Turysbek), Serikschan Muschikow, Bauyrschan Islamchan (81. Baqtijar Sainutdinow), Georgi Schukow, Roman Murtasajew (88. Jerkebulan Seidachmet) – Alexei Schtschotkin Cheftrainer: Stanimir Stoilow ( Bulgarien) | Giorgi Loria – Otar Kakabadse, Guram Kaschia, Solomon Kwirkwelia, Giorgi Nawalowski – Nikolos Kwekweskiri, Dschaba Kankawa , Giorgi Merebaschwili – Waleri Qasaischwili (84. Dawit Chotscholawa), Giorgi Kwilitaia (65. Walerian Gwilia), Giorgi Tschakwetadse (75. Tornike Okriaschwili) Cheftrainer: Vladimír Weiss ( Slowakei) | Georgien |
| Kasachstan                                              | 0:1 Schakwetadse (69.) 0:2 Malyj (74., Eigentor) | | Georgien |
| Kasachstan                                              | Quat (45.+1') | Nawalowski (6.) | Georgien |
| 1. Spieltag                                             | | |          |
| 6. September 2018 um 16:00 Uhr in Astana (Astana Arena) | | |          |
| Schiedsrichter: Halil Umut Meler ( Türkei)              | | |          |
| Spielbericht                                            | | |          |

### Lettland – Andorra 0:0
| Lettland                                                 | Lettland | Andorra | Andorra |
| -------------------------------------------------------- | --- | --- | ------- |
| Lettland                                                 | \| 1. Spieltag \| \| 6. September 2018 um 20:45 Uhr in Riga (Daugava-Stadion) \| \| Schiedsrichter: Keith Kennedy ( Nordirland) \| \| Spielbericht \| | \| 1. Spieltag \| \| 6. September 2018 um 20:45 Uhr in Riga (Daugava-Stadion) \| \| Schiedsrichter: Keith Kennedy ( Nordirland) \| \| Spielbericht \| | Andorra |
| Lettland                                                 | Andris Vaņins – Kaspars Dubra, Aleksandrs Solovjovs (76. Artūrs Karašausks), Vladislavs Gabovs, Vitālijs Jagodinskis – Aleksandrs Fertovs, Deniss Rakeļs, Ivans Lukjanovs, Glebs Kļuškins – Dāvis Ikaunieks (61. Roberts Uldriķis), Valērijs Šabala (84. Vladislavs Gutkovskis) Cheftrainer: Mixu Paatelainen ( Finnland) | Josep Gómes – Ildefons Lima , Moisés San Nicolás, Jesús Rubio, Max Llovera – Marc Vales, Marc Rebés, Márcio Vieira (90.+5' Emili García), Ludovic Clemente (81. Víctor Rodríguez), Joan Cervós – Cristian Martínez (71. Jordi Aláez) Cheftrainer: Koldo Álvarez | Andorra |
| Lettland                                                 | Jagodinskis (54.), Gutkovskis (90.+5') | Martínez (20.), Vales (26.), Rubio (54.), Lima (73.), Aláez (77.) | Andorra |
| 1. Spieltag                                              | | |         |
| 6. September 2018 um 20:45 Uhr in Riga (Daugava-Stadion) | | |         |
| Schiedsrichter: Keith Kennedy ( Nordirland)              | | |         |
| Spielbericht                                             | | |         |

### Georgien – Lettland 1:0 (0:0)
| Georgien                                                                     | Georgien | Lettland | Lettland |
| ---------------------------------------------------------------------------- | --- | --- | -------- |
| Georgien                                                                     | \| 2. Spieltag \| \| 9. September 2018 um 18:00 Uhr in Tiflis (Boris-Paitschadse-Nationalstadion) \| \| Schiedsrichter: Anastasios Papapetrou ( Griechenland) \| \| Spielbericht \| | \| 2. Spieltag \| \| 9. September 2018 um 18:00 Uhr in Tiflis (Boris-Paitschadse-Nationalstadion) \| \| Schiedsrichter: Anastasios Papapetrou ( Griechenland) \| \| Spielbericht \| | Lettland |
| Georgien                                                                     | Giorgi Loria – Otar Kakabadse, Guram Kaschia, Solomon Kwirkwelia, Giorgi Nawalowski – Nikolos Kwekweskiri, Dschaba Kankawa , Waleri Qasaischwili (90. Dawit Chotscholawa), Tornike Okriaschwili (80. Walerian Gwilia), Giorgi Tschakwetadse (85. Giorgi Papunaschwili) – Nika Katscharawa Cheftrainer: Vladimír Weiss ( Slowakei) | Andris Vaņins – Vitālijs Maksimenko, Kaspars Dubra, Vladislavs Gabovs, Vitālijs Jagodinskis – Aleksandrs Fertovs, Ritvars Rugins (78. Roberts Savaļnieks), Artūrs Karašausks, Ivans Lukjanovs (80. Deniss Rakeļs), Vjačeslavs Isajevs – Vladislavs Gutkovskis (72. Valērijs Šabala) Cheftrainer: Mixu Paatelainen ( Finnland) | Lettland |
| Georgien                                                                     | 1:0 Okriaschwili (77., Foulelfmeter) | | Lettland |
| Georgien                                                                     | Kankawa (90.+2') | Vaņins (48.), Isajevs (62.), Karašausks (68.) | Lettland |
| 2. Spieltag                                                                  | | |          |
| 9. September 2018 um 18:00 Uhr in Tiflis (Boris-Paitschadse-Nationalstadion) | | |          |
| Schiedsrichter: Anastasios Papapetrou ( Griechenland)                        | | |          |
| Spielbericht                                                                 | | |          |

### Andorra – Kasachstan 1:1 (0:0)
| Andorra                                                               | Andorra | Kasachstan | Kasachstan |
| --------------------------------------------------------------------- | --- | --- | ---------- |
| Andorra                                                               | \| 2. Spieltag \| \| 10. September 2018 um 20:45 Uhr in Andorra la Vella (Estadi Nacional) \| \| Schiedsrichter: Vilhjálmur Þórarinsson ( Island) \| \| Spielbericht \|                                                                                    | \| 2. Spieltag \| \| 10. September 2018 um 20:45 Uhr in Andorra la Vella (Estadi Nacional) \| \| Schiedsrichter: Vilhjálmur Þórarinsson ( Island) \| \| Spielbericht \| | Kasachstan |
| Andorra                                                               | Josep Gómes – Ildefons Lima , Moisés San Nicolás (83. Jordi Rubio), Jesús Rubio (80. Sebastiàn Gómez), Max Llovera – Marc Vales, Marc Rebés, Márcio Vieira, Ludovic Clemente (69. Jordi Aláez) – Joan Cervós, Cristian Martínez Cheftrainer: Koldo Álvarez | Nenad Erić – Jewgeni Postnikow, Dmitri Schomko , Absal Beissebekow (90. Jerkebulan Seidachmet), Juri Logwinenko – Islambek Quat, Serikschan Muschikow, Bauyrschan Islamchan, Jerkebulan Tungghyschbajew (66. Baqtijar Sainutdinow), Roman Murtasajew (59. Bauyrschan Turysbek) – Alexei Schtschotkin Cheftrainer: Stanimir Stoilow ( Bulgarien) | Kasachstan |
| Andorra                                                               | 1:1 Aláez (86.) | 0:1 Logwinenko (68.) | Kasachstan |
| Andorra                                                               | Clemente (39.), Aláez (79.) | Tunggyschbajew (11.), Muschikow (45.+3'), Schomko (65.), Zainutdinow (84.) | Kasachstan |
| Andorra                                                               | Muschikow (76.) | | Kasachstan |
| 2. Spieltag                                                           | | |            |
| 10. September 2018 um 20:45 Uhr in Andorra la Vella (Estadi Nacional) | | |            |
| Schiedsrichter: Vilhjálmur Þórarinsson ( Island)                      | | |            |
| Spielbericht                                                          | | |            |

### Georgien – Andorra 3:0 (1:0)
| Georgien                                                                    | Georgien | Andorra | Andorra |
| --------------------------------------------------------------------------- | --- | --- | ------- |
| Georgien                                                                    | \| 3. Spieltag \| \| 13. Oktober 2018 um 18:00 Uhr in Tiflis (Boris-Paitschadse-Nationalstadion) \| \| Schiedsrichter: Leondios Trattou ( Zypern) \| \| Spielbericht \| | \| 3. Spieltag \| \| 13. Oktober 2018 um 18:00 Uhr in Tiflis (Boris-Paitschadse-Nationalstadion) \| \| Schiedsrichter: Leondios Trattou ( Zypern) \| \| Spielbericht \|                                                                                   | Andorra |
| Georgien                                                                    | Giorgi Loria – Otar Kakabadse, Solomon Kwirkwelia, Guram Kaschia, Giorgi Nawalowski – Nikolos Kwekweskiri, Dschaba Kankawa – Giorgi Tschakwetadse (90. Wachtang Tschanturischwili), Otar Kiteischwili (68. Dschano Ananidse), Waleri Qasaischwili – Nika Katscharawa (81. Walerian Gwilia) Cheftrainer: Vladimír Weiss ( Slowakei) | Josep Gómes – Jesús Rubio (88. Jordi Rubio), Max Llovera (45.+1' Emili García), Ildefons Lima , Moisés San Nicolás – Víctor Rodríguez, Marc Rebés (78. Marc Pujol), Marc Vales, Joan Cervós – Márcio Vieira, Cristian Martínez Cheftrainer: Koldo Álvarez | Andorra |
| Georgien                                                                    | 1:0 Qasaischwili (33.) 2:0 Qasaischwili (84.) 3:0 Kankawa (90.+4') | | Andorra |
| Georgien                                                                    | Kiteischwili (38.) | Martínez (28.), Llovera (33.), García (51.), Rodríguez (60.) | Andorra |
| Georgien                                                                    | Vieira (90.+2') | | Andorra |
| 3. Spieltag                                                                 | | |         |
| 13. Oktober 2018 um 18:00 Uhr in Tiflis (Boris-Paitschadse-Nationalstadion) | | |         |
| Schiedsrichter: Leondios Trattou ( Zypern)                                  | | |         |
| Spielbericht                                                                | | |         |

### Lettland – Kasachstan 1:1 (1:1)
| Lettland                                                | Lettland | Kasachstan | Kasachstan |
| ------------------------------------------------------- | --- | --- | ---------- |
| Lettland                                                | \| 3. Spieltag \| \| 13. Oktober 2018 um 18:00 Uhr in Riga (Daugava-Stadion) \| \| Schiedsrichter: Harald Lechner ( Österreich) \| \| Spielbericht \| | \| 3. Spieltag \| \| 13. Oktober 2018 um 18:00 Uhr in Riga (Daugava-Stadion) \| \| Schiedsrichter: Harald Lechner ( Österreich) \| \| Spielbericht \| | Kasachstan |
| Lettland                                                | Andris Vaņins – Roberts Savaļnieks, Kaspars Dubra, Vitālijs Jagodinskis, Vitālijs Maksimenko – Ivans Lukjanovs, Vjačeslavs Isajevs (27. Aleksandrs Fertovs), Ritvars Rugins (67. Andrejs Cigaņiks), Artūrs Karašausks (73. Vladislavs Gutkovskis) – Valērijs Šabala, Deniss Rakeļs Cheftrainer: Mixu Paatelainen ( Finnland) | Nenad Erić – Absal Beissebekow, Jewgeni Postnikow, Sergei Malyj, Dmitri Schomko – Islambek Quat – Georgi Schukow, Bauyrschan Islamchan (75. Maxim Fedin), Baqtijar Sainutdinow (65. Jerkebulan Seidachmet), Roman Murtasajew (82. Bauyrschan Turysbek) – Alexei Schtschotkin Cheftrainer: Stanimir Stoilow ( Bulgarien) | Kasachstan |
| Lettland                                                | 1:1 Karašausks (40.) | 0:1 Sajnutdinow (16.) | Kasachstan |
| Lettland                                                | Šabala (89.) | Quat (39.), Beissebekow (43.), Seidachmet (77.) | Kasachstan |
| 3. Spieltag                                             | | |            |
| 13. Oktober 2018 um 18:00 Uhr in Riga (Daugava-Stadion) | | |            |
| Schiedsrichter: Harald Lechner ( Österreich)            | | |            |
| Spielbericht                                            | | |            |

### Kasachstan – Andorra 4:0 (2:0)
| Kasachstan                                             | Kasachstan | Andorra | Andorra |
| ------------------------------------------------------ | --- | --- | ------- |
| Kasachstan                                             | \| 4. Spieltag \| \| 16. Oktober 2018 um 16:00 Uhr in Astana (Astana Arena) \| \| Schiedsrichter: Serhij Bojko ( Ukraine) \| \| Spielbericht \| | \| 4. Spieltag \| \| 16. Oktober 2018 um 16:00 Uhr in Astana (Astana Arena) \| \| Schiedsrichter: Serhij Bojko ( Ukraine) \| \| Spielbericht \|                                                                                               | Andorra |
| Kasachstan                                             | Nenad Erić – Jewgeni Postnikow, Ghafurschan Süjimbajew (82. Jan Worogowski), Absal Beissebekow, Juri Logwinenko – Serikschan Muschikow, Bauyrschan Islamchan , Georgi Schukow, Jerkebulan Seidachmet (77. Maxim Fedin) – Bauyrschan Turysbek, Baqtijar Sainutdinow (70. Roman Murtasajew) Cheftrainer: Stanimir Stoilow ( Bulgarien) | Josep Gómes – Ildefons Lima , Moisés San Nicolás, Jesús Rubio (84. Marc García), Max Llovera – Marc Vales (79. Sergi Moreno), Marc Rebés, Joan Cervós, Víctor Rodríguez – Marc Pujol (89. Marc Ferré), Jordi Aláez Cheftrainer: Koldo Álvarez | Andorra |
| Kasachstan                                             | 1:0 Seidachmet (21.) 2:0 Turysbek (39.) 3:0 Gómes (61., Eigentor) 4:0 Murtasajew (74.) | | Andorra |
| Kasachstan                                             | Turysbek (90.+1') | Rebés (73.), Aláez (63.) | Andorra |
| Kasachstan                                             | Aláez (64.) | | Andorra |
| 4. Spieltag                                            | | |         |
| 16. Oktober 2018 um 16:00 Uhr in Astana (Astana Arena) | | |         |
| Schiedsrichter: Serhij Bojko ( Ukraine)                | | |         |
| Spielbericht                                           | | |         |

### Lettland – Georgien 0:3 (0:2)
| Lettland                                                | Lettland | Georgien | Georgien |
| ------------------------------------------------------- | --- | --- | -------- |
| Lettland                                                | \| 4. Spieltag \| \| 16. Oktober 2018 um 20:45 Uhr in Riga (Daugava-Stadion) \| \| Schiedsrichter: Petr Ardeleanu ( Tschechien) \| \| Spielbericht \| | \| 4. Spieltag \| \| 16. Oktober 2018 um 20:45 Uhr in Riga (Daugava-Stadion) \| \| Schiedsrichter: Petr Ardeleanu ( Tschechien) \| \| Spielbericht \| | Georgien |
| Lettland                                                | Andris Vaņins – Vitālijs Maksimenko, Kaspars Dubra, Vadims Žuļevs, Vitālijs Jagodinskis – Aleksandrs Fertovs (46. Vjačeslavs Isajevs), Andrejs Cigaņiks, Deniss Rakeļs, Igors Tarasovs – Artūrs Karašausks (70. Dāvis Ikaunieks), Vladislavs Gutkovskis (70. Valērijs Šabala) Cheftrainer: Mixu Paatelainen ( Finnland) | Giorgi Loria – Otar Kakabadse, Dawit Chotscholawa, Lascha Dwali, Guram Kaschia – Nikolos Kwekweskiri, Dschaba Kankawa (34. Giorgi Aburdschania), Giorgi Tschakwetadse (89. Luka Sarandia), Giorgi Merebaschwili (80. Dschambul Dschigauri) – Waleri Qasaischwili, Walerian Gwilia Cheftrainer: Vladimír Weiss ( Slowakei) | Georgien |
| Lettland                                                | 0:1 Kankawa (8.) 0:2 Gwilia (29.) 0:3 Tschakwetadse (61.) | | Georgien |
| Lettland                                                | Gutkovskis (46.) | | Georgien |
| 4. Spieltag                                             | | |          |
| 16. Oktober 2018 um 20:45 Uhr in Riga (Daugava-Stadion) | | |          |
| Schiedsrichter: Petr Ardeleanu ( Tschechien)            | | |          |
| Spielbericht                                            | | |          |

### Kasachstan – Lettland 1:1 (1:0)
| Kasachstan                                              | Kasachstan | Lettland | Lettland |
| ------------------------------------------------------- | --- | --- | -------- |
| Kasachstan                                              | \| 5. Spieltag \| \| 15. November 2018 um 16:00 Uhr in Astana (Astana Arena) \| \| Schiedsrichter: Jens Maae ( Dänemark) \| \| Spielbericht \| | \| 5. Spieltag \| \| 15. November 2018 um 16:00 Uhr in Astana (Astana Arena) \| \| Schiedsrichter: Jens Maae ( Dänemark) \| \| Spielbericht \| | Lettland |
| Kasachstan                                              | Nenad Erić – Absal Beissebekow, Sergei Malyj, Juri Logwinenko, Ghafurschan Süjimbajew – Georgi Schukow, Baqtijar Sainutdinow (87. Jerkebulan Tungghyschbajew), Serikschan Muschikow, Roman Murtasajew (80. Maxim Fedin) – Bauyrschan Islamchan , Bauyrschan Turysbek (74. Alexei Schtschotkin) Cheftrainer: Stanimir Stoilow ( Bulgarien) | Andris Vaņins – Vladislavs Gabovs, Kaspars Dubra, Vitālijs Jagodinskis, Vitālijs Maksimenko – Vjačeslavs Isajevs, Igors Tarasovs, Andrejs Cigaņiks (46. Roberts Savaļnieks) – Deniss Rakeļs – Valērijs Šabala (72. Dāvis Ikaunieks), Artūrs Karašausks (62. Ritvars Rugins) Cheftrainer: Mixu Paatelainen ( Finnland) | Lettland |
| Kasachstan                                              | 1:0 Süjimbajew (37.) | 1:1 Rakeļs (49.) | Lettland |
| 5. Spieltag                                             | | |          |
| 15. November 2018 um 16:00 Uhr in Astana (Astana Arena) | | |          |
| Schiedsrichter: Jens Maae ( Dänemark)                   | | |          |
| Spielbericht                                            | | |          |

### Andorra – Georgien 1:1 (0:1)
| Andorra                                                              | Andorra | Georgien | Georgien |
| -------------------------------------------------------------------- | --- | --- | -------- |
| Andorra                                                              | \| 5. Spieltag \| \| 15. November 2018 um 20:45 Uhr in Andorra la Vella (Estadi Nacional) \| \| Schiedsrichter: Radu Petrescu ( Rumänien) \| \| Spielbericht \|                                                                                                 | \| 5. Spieltag \| \| 15. November 2018 um 20:45 Uhr in Andorra la Vella (Estadi Nacional) \| \| Schiedsrichter: Radu Petrescu ( Rumänien) \| \| Spielbericht \| | Georgien |
| Andorra                                                              | Josep Gómes – Jesús Rubio, Max Llovera, Ildefons Lima , Moisés San Nicolás – Cristian Martínez (90.+1' Emili García), Marc Vales, Marc Rebés, Joan Cervós (88. Jordi Rubio) – Ricard Fernández (81. Víctor Rodríguez), Alex Martínez Cheftrainer: Koldo Álvarez | Giorgi Loria – Otar Kakabadse, Dawit Chotscholawa, Dschemal Tabidse, Giorgi Nawalowski – Otar Kiteischwili (78. Wachtang Tschanturischwili), Nikolos Kwekweskiri, Walerian Gwilia (87. Luka Sarandia) – Batschana Arabuli (78. Nika Katscharawa), Waleri Qasaischwili, Giorgi Tschakwetadse Cheftrainer: Vladimír Weiss ( Slowakei) | Georgien |
| Andorra                                                              | 1:1 C. Martínez (63.) | 0:1 Tschakwetadse (9.) | Georgien |
| Andorra                                                              | A. Martínez (69.), Fernández (71.), Rebés (79.), Je. Rubio (90.+5') | Kakabadse (62.) | Georgien |
| 5. Spieltag                                                          | | |          |
| 15. November 2018 um 20:45 Uhr in Andorra la Vella (Estadi Nacional) | | |          |
| Schiedsrichter: Radu Petrescu ( Rumänien)                            | | |          |
| Spielbericht                                                         | | |          |

### Georgien – Kasachstan 2:1 (0:0)
| Georgien                                                                     | Georgien | Kasachstan | Kasachstan |
| ---------------------------------------------------------------------------- | --- | --- | ---------- |
| Georgien                                                                     | \| 6. Spieltag \| \| 19. November 2018 um 18:00 Uhr in Tiflis (Boris-Paitschadse-Nationalstadion) \| \| Schiedsrichter: Tiago Martins ( Portugal) \| | \| 6. Spieltag \| \| 19. November 2018 um 18:00 Uhr in Tiflis (Boris-Paitschadse-Nationalstadion) \| \| Schiedsrichter: Tiago Martins ( Portugal) \| | Kasachstan |
| Georgien                                                                     | Giorgi Loria – Otar Kakabadse (86. Dawit Chotscholawa), Solomon Kwirkwelia, Guram Kaschia, Lascha Dwali – Dschaba Kankawa , Nika Kwekweskiri – Giorgi Merebaschwili, Walerian Gwilia (75. Nikolos Katscharawa), Giorgi Tschakwetadse (90.+3' Giorgi Aburdschania) – Waleri Qasaischwili Cheftrainer: Vladimír Weiss ( Slowakei) | Dmytro Nepogodow – Absal Beissebekow, Sergei Malyj, Juri Logwinenko , Ghafurschan Süjimbajew – Maxim Fedin (90.+1' Bauyrschan Turysbek), Islambek Quat, Serikschan Muschikow, Roman Murtasajew (88. Oralchan Omirtajew) – Baqtijar Sainutdinow – Alexei Schtschotkin (74. Juri Perzuch) Cheftrainer: Stanimir Stoilow ( Bulgarien) | Kasachstan |
| Georgien                                                                     | 1:0 Merebaschwili (59.) 2:0 Tschakwetadse (84.) | 2:1 Omirtajew (90.) | Kasachstan |
| Georgien                                                                     | Muschikow (45.+1'), Süjimbajew (90.+4') | | Kasachstan |
| 6. Spieltag                                                                  | | |            |
| 19. November 2018 um 18:00 Uhr in Tiflis (Boris-Paitschadse-Nationalstadion) | | |            |
| Schiedsrichter: Tiago Martins ( Portugal)                                    | | |            |

### Andorra – Lettland 0:0
| Andorra                                                              | Andorra | Lettland | Lettland |
| -------------------------------------------------------------------- | --- | --- | -------- |
| Andorra                                                              | \| 6. Spieltag \| \| 19. November 2018 um 18:00 Uhr in Andorra la Vella (Estadi Nacional) \| \| Schiedsrichter: Halil Umut Meler ( Türkei) \| | \| 6. Spieltag \| \| 19. November 2018 um 18:00 Uhr in Andorra la Vella (Estadi Nacional) \| \| Schiedsrichter: Halil Umut Meler ( Türkei) \| | Lettland |
| Andorra                                                              | Josep Gómes – Moisés San Nicolás, Max Llovera, Ildefons Lima , Marc García (79. Ricard Fernández) – Joan Cervós, Marc Vales, Victor Rodríguez (73. Alex Martínez), Jordi Aláez – Cristian Martínez, Sergi Moreno (88. Juli Sánchez) Cheftrainer: Koldo Álvarez | Andris Vaņins – Roberts Savaļnieks, Kaspars Dubra, Vitālijs Jagodinskis, Vitālijs Maksimenko – Dāvis Ikaunieks (75. Roberts Uldriķis), Vjačeslavs Isajevs, Andrejs Cigaņiks – Valērijs Šabala, Deniss Rakeļs, Artūrs Karašausks (61. Igors Tarasovs) Cheftrainer: Mixu Paatelainen ( Finnland) | Lettland |
| Andorra                                                              | Cervós (2.), Aláez (40.), Garcia (51.) | Cigaņiks (9.), Uldriķis (89.) | Lettland |
| Andorra                                                              | Šabala (38.) | | Lettland |
| 6. Spieltag                                                          | | |          |
| 19. November 2018 um 18:00 Uhr in Andorra la Vella (Estadi Nacional) | | |          |
| Schiedsrichter: Halil Umut Meler ( Türkei)                           | | |          |

## Gruppe 2
| Pl. | Land       | Sp. | S | U | N | Tore    | Diff. | Punkte |
| --- | ---------- | --- | - | - | - | ------- | ----- | ------ |
| 1.  | Belarus    | 6   | 4 | 2 | 0 | 010:000 | +10   | 14     |
| 2.  | Luxemburg  | 6   | 3 | 1 | 2 | 011:400 | +7    | 10     |
| 3.  | Moldau     | 6   | 2 | 3 | 1 | 004:500 | −1    | 09     |
| 4.  | San Marino | 6   | 0 | 0 | 6 | 000:160 | −16   | 0      |

### Belarus – San Marino 5:0 (2:0)
| Belarus                                                  | Belarus | San Marino | San Marino |
| -------------------------------------------------------- | --- | --- | ---------- |
| Belarus                                                  | \| 1. Spieltag \| \| 8. September 2018 um 18:00 Uhr in Minsk (Dinamo-Stadion) \| \| Schiedsrichter: Sandro Schärer ( Schweiz) \| \| Spielbericht \| | \| 1. Spieltag \| \| 8. September 2018 um 18:00 Uhr in Minsk (Dinamo-Stadion) \| \| Schiedsrichter: Sandro Schärer ( Schweiz) \| \| Spielbericht \| | San Marino |
| Belarus                                                  | Sjarhej Tschernik – Aljaksandr Martynowitsch , Ihar Schytau, Sjarhej Palizewitsch, Maksim Waladsko – Stanislau Drahun, Renan Bressan, Pawel Njachajtschyk (67. Sjarhej Balanowitsch), Iwan Majeuski, Ihar Stassewitsch (75. Juryj Kawaljou) – Dsjanis Lapzeu (56. Anton Saroka) Cheftrainer: Ihar Krywuschenka | Elia Benedettini – Davide Cesarini (81. Danilo Rinaldi), Davide Simoncini , Juri Biordi – Mattia Giardi, Mirko Palazzi, Alex Gasperoni (63. José Hirsch), Manuel Battistini, Lorenzo Lunadei – Matteo Vitaioli (62. Fabio Tomassini), Filippo Berardi Cheftrainer: Franco Varrella ( Italien) | San Marino |
| Belarus                                                  | 1:0 Stassewitsch (4.) 2:0 Drahun (26.) 3:0 Saroka (67., Foulelfmeter) 4:0 Drahun (87.) 5:0 Kawaljou (90.+1') | | San Marino |
| Belarus                                                  | Palizewitsch (23.), Lapzeu (52.) | Vitaioli (10.), Simoncini (22.), Lunadei (40.), Hirsch (71.) | San Marino |
| 1. Spieltag                                              | | |            |
| 8. September 2018 um 18:00 Uhr in Minsk (Dinamo-Stadion) | | |            |
| Schiedsrichter: Sandro Schärer ( Schweiz)                | | |            |
| Spielbericht                                             | | |            |

### Luxemburg – Moldau 4:0 (1:0)
| Luxemburg                                                          | Luxemburg | Moldau | Moldau |
| ------------------------------------------------------------------ | --- | --- | ------ |
| Luxemburg                                                          | \| 1. Spieltag \| \| 8. September 2018 um 20:45 Uhr in Luxemburg (Josy-Barthel-Stadion) \| \| Schiedsrichter: Rob Harvey ( Irland) \| \| Spielbericht \| | \| 1. Spieltag \| \| 8. September 2018 um 20:45 Uhr in Luxemburg (Josy-Barthel-Stadion) \| \| Schiedsrichter: Rob Harvey ( Irland) \| \| Spielbericht \| | Moldau |
| Luxemburg                                                          | Anthony Moris – Maxime Chanot, Kevin Malget, Dirk Carlson, Laurent Jans – Lars Gerson, Christopher Martins Pereira, Gerson Rodrigues (55. Daniel da Mota), Danel Sinani, Olivier Thill (78. Mario Mutsch) – David Turpel (59. Aurélien Joachim) Cheftrainer: Luc Holtz | Alexei Koșelev – Oleg Reabciuk, Wjatscheslaw Posmac, Alexandru Epureanu , Dinu Graur – Cătălin Carp (77. Andrei Cojocari), Alexandru Gațcan, Eugeniu Cociuc, Alexandru Dedov (63. Sergiu Plătică), Alexandru Antoniuc – Radu Gînsari (62. Ion Nicolăescu) Cheftrainer: Alexandru Spiridon | Moldau |
| Luxemburg                                                          | 1:0 Malget (34.) 2:0 O. Thill (60.) 3:0 Sinani (75.) 4:0 Martins Pereira (83.) | | Moldau |
| Luxemburg                                                          | Rodrigues (37.) | Antoniuc (10.), Carp (23.) | Moldau |
| 1. Spieltag                                                        | | |        |
| 8. September 2018 um 20:45 Uhr in Luxemburg (Josy-Barthel-Stadion) | | |        |
| Schiedsrichter: Rob Harvey ( Irland)                               | | |        |
| Spielbericht                                                       | | |        |

### Moldau – Belarus 0:0
| Moldau                                                         | Moldau | Belarus | Belarus |
| -------------------------------------------------------------- | --- | --- | ------- |
| Moldau                                                         | \| 2. Spieltag \| \| 11. September 2018 um 20:45 Uhr in Chișinău (Stadionul Zimbru) \| \| Schiedsrichter: Mario Zebec ( Kroatien) \| \| Spielbericht \| | \| 2. Spieltag \| \| 11. September 2018 um 20:45 Uhr in Chișinău (Stadionul Zimbru) \| \| Schiedsrichter: Mario Zebec ( Kroatien) \| \| Spielbericht \| | Belarus |
| Moldau                                                         | Alexei Koșelev – Oleg Reabciuk, Wjatscheslaw Posmac, Alexandru Epureanu , Dinu Graur – Cătălin Carp (63. Eugeniu Cociuc), Alexandru Gațcan, Artur Ioniţa, Radu Gînsari, Alexandru Antoniuc (86. Sergiu Plătică) – Ion Nicolăescu (67. Vitalie Damaşcan) Cheftrainer: Alexandru Spiridon | Sjarhej Tschernik – Aljaksandr Martynowitsch , Ihar Schytau, Sjarhej Palizewitsch, Maksim Waladsko – Stanislau Drahun, Renan Bressan (77. Juryj Kendysch), Iwan Majeuski – Pawel Njachajtschyk (72. Sjarhej Balanowitsch), Dsjanis Lapzeu (59. Anton Saroka), Ihar Stassewitsch Cheftrainer: Ihar Krywuschenka | Belarus |
| Moldau                                                         | Nicolăescu (45.) | Waladsko (73.) | Belarus |
| 2. Spieltag                                                    | | |         |
| 11. September 2018 um 20:45 Uhr in Chișinău (Stadionul Zimbru) | | |         |
| Schiedsrichter: Mario Zebec ( Kroatien)                        | | |         |
| Spielbericht                                                   | | |         |

### San Marino – Luxemburg 0:3 (0:2)
| San Marino                                                         | San Marino | Luxemburg | Luxemburg |
| ------------------------------------------------------------------ | --- | --- | --------- |
| San Marino                                                         | \| 2. Spieltag \| \| 11. September 2018 um 20:45 Uhr in Serravalle (San Marino Stadium) \| \| Schiedsrichter: Filip Glova ( Slowakei) \| \| Spielbericht \| | \| 2. Spieltag \| \| 11. September 2018 um 20:45 Uhr in Serravalle (San Marino Stadium) \| \| Schiedsrichter: Filip Glova ( Slowakei) \| \| Spielbericht \| | Luxemburg |
| San Marino                                                         | Elia Benedettini – Mirko Palazzi, Davide Simoncini , Cristian Brolli – Manuel Battistini, Mattia Giardi, Andrea Grandoni, Enrico Golinucci (88. Lorenzo Lunadei) – Matteo Vitaioli, Filippo Berardi (72. Fabio Tomassini), Danilo Rinaldi Cheftrainer: Franco Varrella ( Italien) | Anthony Moris – Maxime Chanot (70. Mathias Jänisch), Christopher Martins Pereira, Dirk Carlson, Laurent Jans – Chris Philipps, Olivier Thill (46. Vincent Thill), Leandro Barreiro (46. Mario Mutsch) – Daniel da Mota, Danel Sinani, Aurélien Joachim Cheftrainer: Luc Holtz | Luxemburg |
| San Marino                                                         | 0:1 Chanot (9.) 0:2 Joachim (45.+1') 0:3 Sinani (52.) | | Luxemburg |
| San Marino                                                         | Simoncini (15.), Battistini (33.), Berardi (41.), Girardi (65.) | Mutsch (85.), Thill (88.) | Luxemburg |
| 2. Spieltag                                                        | | |           |
| 11. September 2018 um 20:45 Uhr in Serravalle (San Marino Stadium) | | |           |
| Schiedsrichter: Filip Glova ( Slowakei)                            | | |           |
| Spielbericht                                                       | | |           |

### Belarus – Luxemburg 1:0 (1:0)
| Belarus                                                 | Belarus | Luxemburg | Luxemburg |
| ------------------------------------------------------- | --- | --- | --------- |
| Belarus                                                 | \| 3. Spieltag \| \| 12. Oktober 2018 um 20:45 Uhr in Minsk (Dinamo-Stadion) \| \| Schiedsrichter: Ali Palabıyık ( Türkei) \| \| Spielbericht \| | \| 3. Spieltag \| \| 12. Oktober 2018 um 20:45 Uhr in Minsk (Dinamo-Stadion) \| \| Schiedsrichter: Ali Palabıyık ( Türkei) \| \| Spielbericht \| | Luxemburg |
| Belarus                                                 | Andrej Harbunou – Dsjanis Paljakou, Aljaksandr Martynowitsch , Michail Siwakou – Pawel Njachajtschyk, Iwan Majeuski, Maksim Waladsko – Stanislau Drahun (81. Mikita Korsun), Ihar Stassewitsch – Anton Saroka (87. Dsjanis Lapzeu), Anton Puzila (76. Juryj Kendysch) Cheftrainer: Ihar Krywuschenka | Anthony Moris – Laurent Jans , Maxime Chanot, Chris Philipps, Kevin Malget (46. Enes Mahmutovic), Dirk Carlson – David Turpel (73. Daniel da Mota), Christopher Martins Pereira, Olivier Thill (57. Gerson Rodrigues), Danel Sinani – Aurélien Joachim Cheftrainer: Luc Holtz | Luxemburg |
| Belarus                                                 | 1:0 Saroka (43.) | | Luxemburg |
| Belarus                                                 | Waladsko (66.), Majeuski (72.) | Turpel (68.), Jans (72.), Sinani (81.) | Luxemburg |
| 3. Spieltag                                             | | |           |
| 12. Oktober 2018 um 20:45 Uhr in Minsk (Dinamo-Stadion) | | |           |
| Schiedsrichter: Ali Palabıyık ( Türkei)                 | | |           |
| Spielbericht                                            | | |           |

### Moldau – San Marino 2:0 (1:0)
| Moldau                                                       | Moldau | San Marino | San Marino |
| ------------------------------------------------------------ | --- | --- | ---------- |
| Moldau                                                       | \| 3. Spieltag \| \| 12. Oktober 2018 um 20:45 Uhr in Chișinău (Stadionul Zimbru) \| \| Schiedsrichter: Bryn Markham-Jones ( Wales) \| \| Spielbericht \| | \| 3. Spieltag \| \| 12. Oktober 2018 um 20:45 Uhr in Chișinău (Stadionul Zimbru) \| \| Schiedsrichter: Bryn Markham-Jones ( Wales) \| \| Spielbericht \| | San Marino |
| Moldau                                                       | Alexei Koșelev – Wjatscheslaw Posmac, Cătălin Carp, Alexandru Epureanu – Alexandru Antoniuc, Artur Ionița, Alexandru Gațcan, Oleg Reabciuk (46. Alexandru Dedov) – Radu Gînsari (79. Constantin Sandu), Vitalie Damașcan (54. Alexandru Boiciuc), Eugeniu Cociuc Cheftrainer: Alexandru Spiridon | Elia Benedettini – Manuel Battistini, Cristian Brolli, Fabio Vitaioli, Andrea Grandoni – Alex Gasperoni, Enrico Golinucci (84. Alessandro Golinucci), Marcello Mularoni – José Hirsch (71. Fabio Tomassini), Mattia Giardi (46. Mirko Palazzi), Matteo Vitaioli Cheftrainer: Franco Varrella ( Italien) | San Marino |
| Moldau                                                       | 1:0 Gînsari (31.) 2:0 Gînsari (67.) | | San Marino |
| Moldau                                                       | Gasperoni (38.), Tomassini (80.), Battistini (86.) | | San Marino |
| 3. Spieltag                                                  | | |            |
| 12. Oktober 2018 um 20:45 Uhr in Chișinău (Stadionul Zimbru) | | |            |
| Schiedsrichter: Bryn Markham-Jones ( Wales)                  | | |            |
| Spielbericht                                                 | | |            |

### Belarus – Moldau 0:0
| Belarus                                                 | Belarus | Moldau | Moldau |
| ------------------------------------------------------- | --- | --- | ------ |
| Belarus                                                 | \| 4. Spieltag \| \| 15. Oktober 2018 um 20:45 Uhr in Minsk (Dinamo-Stadion) \| \| Schiedsrichter: Kevin Clancy ( Schottland) \| \| Spielbericht \| | \| 4. Spieltag \| \| 15. Oktober 2018 um 20:45 Uhr in Minsk (Dinamo-Stadion) \| \| Schiedsrichter: Kevin Clancy ( Schottland) \| \| Spielbericht \| | Moldau |
| Belarus                                                 | Andrej Harbunou – Iwan Majeuski, Aljaksandr Martynowitsch , Michail Siwakou – Dsjanis Paljakou, Juryj Kendysch (77. Anton Puzila), Sjarhej Kisljak (69. Stanislau Drahun), Ihar Stassewitsch, Aljaksej Ryas – Anton Saroka (61. Mikalaj Sihnewitsch), Juryj Kawaljou Cheftrainer: Ihar Krywuschenka | Alexei Koșelev – Oleg Reabciuk, Wjatscheslaw Posmac, Ion Jardan, Alexandru Epureanu – Cătălin Carp, Alexandru Gațcan, Alexandru Antoniuc (65. Constantin Sandu), Radu Gînsari (78. Alexandru Dedov) – Artur Ionița, Vitalie Damașcan (72. Alexandru Boiciuc) Cheftrainer: Alexandru Spiridon | Moldau |
| Belarus                                                 | Kisljak (4.), Kendysch (25.), Martynowitsch (76.), Kawaljou (87.) | Reabciuk (43.), Ginsari (48.), Posmac (90.+4') | Moldau |
| 4. Spieltag                                             | | |        |
| 15. Oktober 2018 um 20:45 Uhr in Minsk (Dinamo-Stadion) | | |        |
| Schiedsrichter: Kevin Clancy ( Schottland)              | | |        |
| Spielbericht                                            | | |        |

### Luxemburg – San Marino 3:0 (1:0)
| Luxemburg                                                         | Luxemburg | San Marino | San Marino |
| ----------------------------------------------------------------- | --- | --- | ---------- |
| Luxemburg                                                         | \| 4. Spieltag \| \| 15. Oktober 2018 um 20:45 Uhr in Luxemburg (Josy-Barthel-Stadion) \| \| Schiedsrichter: Aleksandrs Golubevs ( Lettland) \| \| Spielbericht \| | \| 4. Spieltag \| \| 15. Oktober 2018 um 20:45 Uhr in Luxemburg (Josy-Barthel-Stadion) \| \| Schiedsrichter: Aleksandrs Golubevs ( Lettland) \| \| Spielbericht \| | San Marino |
| Luxemburg                                                         | Ralph Schon – Maxime Chanot, Christopher Martins Pereira, Laurent Jans (69. Florian Bohnert), Mathias Jänisch – Chris Philipps, Danel Sinani, Olivier Thill, Leandro Barreiro (67. Daniel da Mota) – David Turpel (76. Maurice Deville), Vincent Thill Cheftrainer: Luc Holtz | Elia Benedettini – Davide Cesarini, Davide Simoncini , Fabio Vitaioli, Andrea Grandoni (76. Mirko Palazzi) – Alex Gasperoni, Enrico Golinucci (85. Alessandro Golinucci), Mattia Giardi – Fabio Tomassini (61. Lorenzo Lunadei), Matteo Vitaioli, Marcello Mularoni Cheftrainer: Franco Varrella ( Italien) | San Marino |
| Luxemburg                                                         | 1:0 Turpel (4.) 2:0 Sinani (65.) 3:0 V. Thill (73.) | | San Marino |
| Luxemburg                                                         | Gasperoni (41.), Grandoni (44.) | | San Marino |
| Luxemburg                                                         | Gasperoni (54.) | | San Marino |
| 4. Spieltag                                                       | | |            |
| 15. Oktober 2018 um 20:45 Uhr in Luxemburg (Josy-Barthel-Stadion) | | |            |
| Schiedsrichter: Aleksandrs Golubevs ( Lettland)                   | | |            |
| Spielbericht                                                      | | |            |

### Luxemburg – Belarus 0:2 (0:1)
| Luxemburg                                                          | Luxemburg | Belarus | Belarus |
| ------------------------------------------------------------------ | --- | --- | ------- |
| Luxemburg                                                          | \| 5. Spieltag \| \| 15. November 2018 um 20:45 Uhr in Luxemburg (Josy-Barthel-Stadion) \| \| Schiedsrichter: Serdar Gözübüyük ( Niederlande) \| \| Spielbericht \|                                                                                    | \| 5. Spieltag \| \| 15. November 2018 um 20:45 Uhr in Luxemburg (Josy-Barthel-Stadion) \| \| Schiedsrichter: Serdar Gözübüyük ( Niederlande) \| \| Spielbericht \| | Belarus |
| Luxemburg                                                          | Anthony Moris – Laurent Jans , Chris Philipps, Maxime Chanot, Lars Gerson (46. Stefano Bensi), Mathias Jänisch – Olivier Thill, Christopher Martins Pereira, Danel Sinani, David Turpel (67. Daniel da Mota) – Aurélien Joachim Cheftrainer: Luc Holtz | Andrej Harbunou – Ihar Schytau, Aljaksandr Martynowitsch , Michail Siwakou, Maksim Waladsko – Stanislau Drahun, Iwan Majeuski – Ihar Stassewitsch, Aljaksandr Hleb (74. Anton Puzila), Pawel Sawizki (72. Sjarhej Balanowitsch) – Anton Saroka (85. Mikalaj Sihnewitsch) Cheftrainer: Ihar Krywuschenka | Belarus |
| Luxemburg                                                          | 0:1 Drahun (37.) 0:2 Drahun (54.) | | Belarus |
| Luxemburg                                                          | O. Thill (49.), Jänisch (53.), Martins Pereira (81.), Philipps (82.) | Saroka (71.), Drahun (83.) | Belarus |
| 5. Spieltag                                                        | | |         |
| 15. November 2018 um 20:45 Uhr in Luxemburg (Josy-Barthel-Stadion) | | |         |
| Schiedsrichter: Serdar Gözübüyük ( Niederlande)                    | | |         |
| Spielbericht                                                       | | |         |

### San Marino – Moldau 0:1 (0:0)
| San Marino                                                        | San Marino | Moldau | Moldau |
| ----------------------------------------------------------------- | --- | --- | ------ |
| San Marino                                                        | \| 5. Spieltag \| \| 15. November 2018 um 20:45 Uhr in Serravalle (San Marino Stadium) \| \| Schiedsrichter: Giorgos Kominis ( Griechenland) \| \| Spielbericht \| | \| 5. Spieltag \| \| 15. November 2018 um 20:45 Uhr in Serravalle (San Marino Stadium) \| \| Schiedsrichter: Giorgos Kominis ( Griechenland) \| \| Spielbericht \| | Moldau |
| San Marino                                                        | Elia Benedettini – Fabio Vitaioli, Davide Simoncini , Mirko Palazzi – Manuel Battistini, Lorenzo Lunadei (77. Alessandro Golinucci), Enrico Golinucci, Marcello Mularoni, Andrea Grandoni (87. José Hirsch) – Nicola Nanni, Matteo Vitaioli (81. Fabio Tomassini) Cheftrainer: Franco Varrella ( Italien) | Alexei Koșelev – Wjatscheslaw Posmac, Alexandru Epureanu , Oleg Reabciuk – Alexandru Gațcan, Cătălin Carp – Alexandru Antoniuc (66. Alexandru Dedov), Artur Ionița, Ion Nicolăescu (46. Vitalie Damașcan), Eugeniu Cociuc (60. Constantin Sandu), Radu Gînsari Cheftrainer: Alexandru Spiridon | Moldau |
| San Marino                                                        | 0:1 Damașcan (78.) | | Moldau |
| San Marino                                                        | M. Vitaioli (37.), Nanni (64.) | Gațcan (90.+4') | Moldau |
| 5. Spieltag                                                       | | |        |
| 15. November 2018 um 20:45 Uhr in Serravalle (San Marino Stadium) | | |        |
| Schiedsrichter: Giorgos Kominis ( Griechenland)                   | | |        |
| Spielbericht                                                      | | |        |

### San Marino – Belarus 0:2 (0:1)
| San Marino                                                        | San Marino | Belarus | Belarus |
| ----------------------------------------------------------------- | --- | --- | ------- |
| San Marino                                                        | \| 6. Spieltag \| \| 18. November 2018 um 18:00 Uhr in Serravalle (San Marino Stadium) \| \| Schiedsrichter: Giorgi Kruaschwili ( Georgien) \| \| Spielbericht \| | \| 6. Spieltag \| \| 18. November 2018 um 18:00 Uhr in Serravalle (San Marino Stadium) \| \| Schiedsrichter: Giorgi Kruaschwili ( Georgien) \| \| Spielbericht \| | Belarus |
| San Marino                                                        | Elia Benedettini – Manuel Battistini, Fabio Vitaioli, Davide Simoncini , Mirko Palazzi – Alex Gasperoni (61. Fabio Tomassini), Enrico Golinucci, Alessandro Golinucci – José Hirsch (89. Davide Cesarini), Nicola Nanni (62. Mattia Giardi), Danilo Rinaldi Cheftrainer: Franco Varrella ( Italien) | Sjarhej Tschernik – Ihar Schytau, Sjarhej Palizewitsch, Aljaksandr Martynowitsch , Dsjanis Paljakou – Iwan Majeuski (79. Sjarhej Kisljak) – Pawel Sawizki (65. Maksim Skawysch), Stanislau Drahun, Aljaksandr Hleb (69. Anton Puzila), Ihar Stassewitsch – Anton Saroka Cheftrainer: Ihar Krywuschenka | Belarus |
| San Marino                                                        | 0:1 Drahun (8.) 0:2 Saroka (52.) | | Belarus |
| San Marino                                                        | Battistini (33.), Tomassini (77.) | | Belarus |
| 6. Spieltag                                                       | | |         |
| 18. November 2018 um 18:00 Uhr in Serravalle (San Marino Stadium) | | |         |
| Schiedsrichter: Giorgi Kruaschwili ( Georgien)                    | | |         |
| Spielbericht                                                      | | |         |

### Moldau – Luxemburg 1:1 (0:0)
| Moldau                                                        | Moldau | Luxemburg | Luxemburg |
| ------------------------------------------------------------- | --- | --- | --------- |
| Moldau                                                        | \| 6. Spieltag \| \| 18. November 2018 um 18:00 Uhr in Chișinău (Stadionul Zimbru) \| \| Schiedsrichter: Adrien Jaccottet ( Schweiz) \| \| Spielbericht \| | \| 6. Spieltag \| \| 18. November 2018 um 18:00 Uhr in Chișinău (Stadionul Zimbru) \| \| Schiedsrichter: Adrien Jaccottet ( Schweiz) \| \| Spielbericht \| | Luxemburg |
| Moldau                                                        | Alexei Koșelev – Ion Jardan, Wjatscheslaw Posmac, Alexandru Epureanu, Oleg Reabciuk – Alexandru Antoniuc, Alexandru Gațcan (83. Eugeniu Cebotaru), Cătălin Carp, Radu Gînsari (82. Alexandru Dedov) – Vitalie Damașcan (71. Ion Nicolăescu), Artur Ionița Cheftrainer: Alexandru Spiridon | Anthony Moris – Laurent Jans , Maxime Chanot, Enes Mahmutovic, Dirk Carlson – Florian Bohnert (59. Danel Sinani), Chris Philipps (31. Olivier Thill), Leandro Barreiro – Stefano Bensi (82. David Turpel), Aurélien Joachim, Daniel da Mota Cheftrainer: Luc Holtz | Luxemburg |
| Moldau                                                        | 1:0 Gînsari (58., Foulelfmeter) | 1:1 Bensi (70.) | Luxemburg |
| Moldau                                                        | Reabciuk (40.), Carp (64.), Antoniuc (87.) | Barreiro (12.), Chanot (57.) | Luxemburg |
| 6. Spieltag                                                   | | |           |
| 18. November 2018 um 18:00 Uhr in Chișinău (Stadionul Zimbru) | | |           |
| Schiedsrichter: Adrien Jaccottet ( Schweiz)                   | | |           |
| Spielbericht                                                  | | |           |

## Gruppe 3
| Pl. | Land          | Sp. | S | U | N | Tore    | Diff. | Punkte |
| --- | ------------- | --- | - | - | - | ------- | ----- | ------ |
| 1.  | Kosovo        | 6   | 4 | 2 | 0 | 015:200 | +13   | 14     |
| 2.  | Aserbaidschan | 6   | 2 | 3 | 1 | 007:600 | +1    | 09     |
| 3.  | Färöer        | 6   | 1 | 2 | 3 | 005:100 | −5    | 05     |
| 4.  | Malta         | 6   | 0 | 3 | 3 | 005:140 | −9    | 03     |

### Aserbaidschan – Kosovo 0:0
| Aserbaidschan                                                 | Aserbaidschan | Kosovo | Kosovo |
| ------------------------------------------------------------- | --- | --- | ------ |
| Aserbaidschan                                                 | \| 1. Spieltag \| \| 7. September 2018 um 18:00 Uhr in Baku (Nationalstadion Baku) \| \| Schiedsrichter: Ola Hobber Nilsen ( Norwegen) \| \| Spielbericht \| | \| 1. Spieltag \| \| 7. September 2018 um 18:00 Uhr in Baku (Nationalstadion Baku) \| \| Schiedsrichter: Ola Hobber Nilsen ( Norwegen) \| \| Spielbericht \| | Kosovo |
| Aserbaidschan                                                 | Kamran Ağayev – Pavel Paşayev, Maksim Medvedev, Bədavi Hüseynov, Ürfan Abbasov – Richard Almeida, Qara Qarayev – Mahir Madatov, Emin Mahmudov (66. Dimitrij Nazarov), Ruslan Qurbanov (61. Təmkin Xəlilzadə) – Ramil Şeydayev (74. Rauf Əliyev) Cheftrainer: Qurban Qurbanov | Samir Ujkani – Mërgim Vojvoda, Amir Rrahmani, Fidan Aliti, Leart Paqarada – Hekuran Kryeziu, Herolind Shala – Edon Zhegrova (63. Milot Rashica), Bersant Celina (69. Donis Avdijaj), Arbër Zeneli (84. Idriz Voca) – Vedat Muriqi Cheftrainer: Bernard Challandes ( Schweiz) | Kosovo |
| Aserbaidschan                                                 | Kryeziu (82.) | | Kosovo |
| 1. Spieltag                                                   | | |        |
| 7. September 2018 um 18:00 Uhr in Baku (Nationalstadion Baku) | | |        |
| Schiedsrichter: Ola Hobber Nilsen ( Norwegen)                 | | |        |
| Spielbericht                                                  | | |        |

### Färöer – Malta 3:1 (2:1)
| Färöer                                                  | Färöer | Malta | Malta |
| ------------------------------------------------------- | --- | --- | ----- |
| Färöer                                                  | \| 1. Spieltag \| \| 7. September 2018 um 20:45 Uhr in Tórshavn (Tórsvøllur) \| \| Schiedsrichter: Ville Nevalainen ( Finnland) \| \| Spielbericht \| | \| 1. Spieltag \| \| 7. September 2018 um 20:45 Uhr in Tórshavn (Tórsvøllur) \| \| Schiedsrichter: Ville Nevalainen ( Finnland) \| \| Spielbericht \| | Malta |
| Färöer                                                  | Gunnar Nielsen – Gunnar Vatnhamar, Atli Gregersen , Sonni Nattestad, Viljormur Davidsen – Sølvi Vatnhamar (90. Rógvi Baldvinsson), René Shaki Joensen, Hallur Hansson, Gilli Rólantsson (81. Kaj Leo í Bartalsstovu) – Brandur Olsen (86. Finnur Justinussen), Jóan Símun Edmundsson Cheftrainer: Lars Olsen ( Dänemark) | Andrew Hogg – Steve Borg, Andrei Agius, Zach Muscat (73. Jean Paul Farrugia) – Joseph Mbong, Alfred Effiong (84. Andrew Cohen), Rowen Muscat (60. Stephen Pisani), Paul Fenech, Joseph Zerafa – Michael Mifsud , André Schembri Cheftrainer: Ray Farrugia | Malta |
| Färöer                                                  | 1:0 Edmundsson (31.) 2:0 Joensen (38.) 3:1 Hansson (52.) | 2:1 Mifsud (42.) | Malta |
| Färöer                                                  | G. Vatnhamar (22.), Nattestad (89.) | Effiong (44.), Borg (53.), Z. Muscat (59.), Zerafa (68.), Cohen (87.) | Malta |
| 1. Spieltag                                             | | |       |
| 7. September 2018 um 20:45 Uhr in Tórshavn (Tórsvøllur) | | |       |
| Schiedsrichter: Ville Nevalainen ( Finnland)            | | |       |
| Spielbericht                                            | | |       |

### Malta – Aserbaidschan 1:1 (1:1)
| Malta                                                        | Malta | Aserbaidschan | Aserbaidschan |
| ------------------------------------------------------------ | --- | --- | ------------- |
| Malta                                                        | \| 2. Spieltag \| \| 10. September 2018 um 20:45 Uhr in Attard (Ta’ Qali-Stadion) \| \| Schiedsrichter: Nikola Dabanović ( Montenegro) \| \| Spielbericht \| | \| 2. Spieltag \| \| 10. September 2018 um 20:45 Uhr in Attard (Ta’ Qali-Stadion) \| \| Schiedsrichter: Nikola Dabanović ( Montenegro) \| \| Spielbericht \| | Aserbaidschan |
| Malta                                                        | Andrew Hogg – Joseph Mbong, Steve Borg, Andrei Agius (51. Ferdinando Apap), Ryan Camilleri, Joseph Zerafa – Michael Mifsud , Paul Fenech, Ryan Fenech (64. Roderick Briffa), André Schembri – Jean Paul Farrugia (77. Alfred Effiong) Cheftrainer: Ray Farrugia | Kamran Ağayev – Pavel Paşayev (34. Ürfan Abbasov), Maksim Medvedev, Bədavi Hüseynov, Təmkin Xəlilzadə – Richard Almeida, Qara Qarayev – Mahir Madatov, Emin Mahmudov (56. Javid Imamverdiyev), Dimitrij Nazarov – Rauf Əliyev (68. Ramil Şeydayev) Cheftrainer: Qurban Qurbanov | Aserbaidschan |
| Malta                                                        | 1:0 Agius (10., Foulelfmeter) | 1:1 Xəlilzadə (26.) | Aserbaidschan |
| Malta                                                        | Zerafa (30.), Hogg (90.+5'), Mifsud (90.+6') | Qarayev (85.) | Aserbaidschan |
| 2. Spieltag                                                  | | |               |
| 10. September 2018 um 20:45 Uhr in Attard (Ta’ Qali-Stadion) | | |               |
| Schiedsrichter: Nikola Dabanović ( Montenegro)               | | |               |
| Spielbericht                                                 | | |               |

### Kosovo – Färöer 2:0 (0:0)
| Kosovo                                                             | Kosovo | Färöer | Färöer |
| ------------------------------------------------------------------ | --- | --- | ------ |
| Kosovo                                                             | \| 2. Spieltag \| \| 10. September 2018 um 20:45 Uhr in Pristina (Fadil-Vokrri-Stadion) \| \| Schiedsrichter: Bart Vertenten ( Belgien) \| \| Spielbericht \| | \| 2. Spieltag \| \| 10. September 2018 um 20:45 Uhr in Pristina (Fadil-Vokrri-Stadion) \| \| Schiedsrichter: Bart Vertenten ( Belgien) \| \| Spielbericht \| | Färöer |
| Kosovo                                                             | Samir Ujkani – Mërgim Vojvoda, Amir Rrahmani, Fidan Aliti, Benjamin Kololli – Herolind Shala, Hekuran Kryeziu – Milot Rashica (78. Edon Zhegrova), Donis Avdijaj (68. Besar Halimi), Arbër Zeneli – Atdhe Nuhiu (84. Vedat Muriqi) Cheftrainer: Bernard Challandes ( Schweiz) | Gunnar Nielsen – Gunnar Vatnhamar, Atli Gregersen , Sonni Nattestad, Viljormur Davidsen – Kaj Leo í Bartalsstovu (79. Rógvi Baldvinsson), Hallur Hansson, René Shaki Joensen, Gilli Rólantsson (89. Klæmint Olsen) – Brandur Olsen (62. Sølvi Vatnhamar), Jóan Símun Edmundsson Cheftrainer: Lars Olsen ( Dänemark) | Färöer |
| Kosovo                                                             | 1:0 Zeneli (50.) 2:0 Nuhiu (55.) | | Färöer |
| Kosovo                                                             | Nuhiu (62.) | Edmundsson (34.), Nattestad (54.), K. Olsen (90.+3') | Färöer |
| 2. Spieltag                                                        | | |        |
| 10. September 2018 um 20:45 Uhr in Pristina (Fadil-Vokrri-Stadion) | | |        |
| Schiedsrichter: Bart Vertenten ( Belgien)                          | | |        |
| Spielbericht                                                       | | |        |

### Färöer – Aserbaidschan 0:3 (0:1)
| Färöer                                                 | Färöer | Aserbaidschan | Aserbaidschan |
| ------------------------------------------------------ | --- | --- | ------------- |
| Färöer                                                 | \| 3. Spieltag \| \| 11. Oktober 2018 um 20:45 Uhr in Tórshavn (Tórsvøllur) \| \| Schiedsrichter: Alexei Jeskow ( Russland) \| \| Spielbericht \| | \| 3. Spieltag \| \| 11. Oktober 2018 um 20:45 Uhr in Tórshavn (Tórsvøllur) \| \| Schiedsrichter: Alexei Jeskow ( Russland) \| \| Spielbericht \| | Aserbaidschan |
| Färöer                                                 | Gunnar Nielsen – Viljormur Davidsen, Atli Gregersen , Gilli Sørensen, Odmar Færø – Hallur Hansson (78. Heini Vatnsdal), Kaj Bartalsstovu (74. Rógvi Baldvinsson), Brandur Hendriksson, Jóan Símun Edmundsson, René Joensen – Finnur Justinussen (78. Klæmint Olsen) Cheftrainer: Lars Olsen ( Dänemark) | Kamran Ağaiyev – Pavel Paşaiyev, Maksim Medvedev, Rahil Məmmədov, Bədavi Hüseynov – Qara Qarayev, Araz Abdullaiyev (83. Ruslan Qurbanov), Dimitrij Nazarov (88. Javid Imamverdiyev), Mahir Madatov, Richard Almeida (87. Emin Mahmudov) – Rufat Dadashov Cheftrainer: Qurban Qurbanov | Aserbaidschan |
| Färöer                                                 | 0:1 Almeida (28.) 0:2 Nazarov (67.) 0:3 Almeida (86., Foulelfmeter) | | Aserbaidschan |
| Färöer                                                 | Hansson (41.), Joensen (66.), Gregersen (75.), Nielsen (85.) | Nazarov (49.), Almeida (57.), Medvedev (87.) | Aserbaidschan |
| 3. Spieltag                                            | | |               |
| 11. Oktober 2018 um 20:45 Uhr in Tórshavn (Tórsvøllur) | | |               |
| Schiedsrichter: Alexei Jeskow ( Russland)              | | |               |
| Spielbericht                                           | | |               |

### Kosovo – Malta 3:1 (1:0)
| Kosovo                                                           | Kosovo | Malta | Malta |
| ---------------------------------------------------------------- | --- | --- | ----- |
| Kosovo                                                           | \| 3. Spieltag \| \| 11. Oktober 2018 um 20:45 Uhr in Pristina (Fadil-Vokrri-Stadion) \| \| Schiedsrichter: Tamás Bognár ( Ungarn) \| \| Spielbericht \| | \| 3. Spieltag \| \| 11. Oktober 2018 um 20:45 Uhr in Pristina (Fadil-Vokrri-Stadion) \| \| Schiedsrichter: Tamás Bognár ( Ungarn) \| \| Spielbericht \| | Malta |
| Kosovo                                                           | Samir Ujkani – Mërgim Vojvoda, Amir Rrahmani, Fidan Aliti, Benjamin Kololli – Hekuran Kryeziu, Herolind Shala – Edon Zhegrova, Valon Berisha (74. Besar Halimi), Arbër Zeneli (76. Milot Rashica) – Vedat Muriqi (83. Lirim Kastrati) Cheftrainer: Bernard Challandes ( Schweiz) | Andrew Hogg – Steve Borg, Andrei Agius, Ferdinando Apap – Joseph Mbong, Paul Fenech (60. Roderick Briffa), Rowen Muscat (83. Stephen Pisani), Clayton Failla – Michael Mifsud , André Schembri (64. Alfred Effiong), Juan Corbolan Cheftrainer: Ray Farrugia | Malta |
| Kosovo                                                           | 1:0 Kololli (30.) 2:1 Muriqi (68.) 3:1 Kololli (81.) | 1:1 Agius (51.) | Malta |
| Kosovo                                                           | Kryeziu (70.), Kastrati (90.+4') | Mifsud (64.), Agius (90.+4'), Pisani (90.+4') | Malta |
| Kosovo                                                           | Mifsud (70.) | | Malta |
| 3. Spieltag                                                      | | |       |
| 11. Oktober 2018 um 20:45 Uhr in Pristina (Fadil-Vokrri-Stadion) | | |       |
| Schiedsrichter: Tamás Bognár ( Ungarn)                           | | |       |
| Spielbericht                                                     | | |       |

### Aserbaidschan – Malta 1:1 (0:1)
| Aserbaidschan                                                | Aserbaidschan | Malta | Malta |
| ------------------------------------------------------------ | --- | --- | ----- |
| Aserbaidschan                                                | \| 4. Spieltag \| \| 14. Oktober 2018 um 18:00 Uhr in Baku (Nationalstadion Baku) \| \| Schiedsrichter: Ivan Bebek ( Kroatien) \| \| Spielbericht \| | \| 4. Spieltag \| \| 14. Oktober 2018 um 18:00 Uhr in Baku (Nationalstadion Baku) \| \| Schiedsrichter: Ivan Bebek ( Kroatien) \| \| Spielbericht \| | Malta |
| Aserbaidschan                                                | Kamran Ağayev – Maksim Medvedev, Rahil Məmmədov (46. Təmkin Xəlilzadə), Bədavi Hüseynov, Pavel Paşayev – Mahir Madatov (77. Javid Imamverdiyev), Qara Qarayev, Richard Almeida, Araz Abdullayev – Dimitrij Nazarov, Rufat Dadashov Cheftrainer: Qurban Qurbanov | Andrew Hogg – Steve Borg, Andrei Agius, Ryan Camilleri – Joseph Mbong, Rowen Muscat (70. Roderick Briffa), Paul Fenech, Joseph Zerafa – Juan Corbolan, André Schembri (86. Jean Paul Farrugia), Alfred Effiong (82. Jake Grech) Cheftrainer: Ray Farrugia | Malta |
| Aserbaidschan                                                | 1:1 Abdullayev (53.) | 0:1 R. Muscat (37.) | Malta |
| Aserbaidschan                                                | Schembri (43.), Fenech (48.), Borg (52.), Agius (58.) | | Malta |
| 4. Spieltag                                                  | | |       |
| 14. Oktober 2018 um 18:00 Uhr in Baku (Nationalstadion Baku) | | |       |
| Schiedsrichter: Ivan Bebek ( Kroatien)                       | | |       |
| Spielbericht                                                 | | |       |

### Färöer – Kosovo 1:1 (0:1)
| Färöer                                                 | Färöer | Kosovo | Kosovo |
| ------------------------------------------------------ | --- | --- | ------ |
| Färöer                                                 | \| 4. Spieltag \| \| 14. Oktober 2018 um 18:00 Uhr in Tórshavn (Tórsvøllur) \| \| Schiedsrichter: Miroslav Zelinka ( Tschechien) \| \| Spielbericht \| | \| 4. Spieltag \| \| 14. Oktober 2018 um 18:00 Uhr in Tórshavn (Tórsvøllur) \| \| Schiedsrichter: Miroslav Zelinka ( Tschechien) \| \| Spielbericht \| | Kosovo |
| Färöer                                                 | Gunnar Nielsen – Rógvi Baldvinsson, Atli Gregersen , Sonni Nattestad, Viljormur Davidsen – Gilli Sørensen, Odmar Færø, Hallur Hansson, René Joensen – Brandur Hendriksson (83. Heini Vatnsdal), Jóan Símun Edmundsson (68. Klæmint Olsen) Cheftrainer: Lars Olsen ( Dänemark) | Samir Ujkani – Mërgim Vojvoda, Amir Rrahmani, Ardin Dallku, Fidan Aliti – Idriz Voca (54. Besar Halimi), Herolind Shala – Edon Zhegrova (74. Arbër Zeneli), Valon Berisha, Milot Rashica (90.+1' Vedat Muriqi) – Atdhe Nuhiu Cheftrainer: Bernard Challandes ( Schweiz) | Kosovo |
| Färöer                                                 | 1:1 Joensen (50.) | 0:1 Rashica (9.) | Kosovo |
| Färöer                                                 | Baldvinsson (24.), Joensen (44.) | Halimi (64.), Nuhiu (88.) | Kosovo |
| 4. Spieltag                                            | | |        |
| 14. Oktober 2018 um 18:00 Uhr in Tórshavn (Tórsvøllur) | | |        |
| Schiedsrichter: Miroslav Zelinka ( Tschechien)         | | |        |
| Spielbericht                                           | | |        |

### Aserbaidschan – Färöer 2:0 (2:0)
| Aserbaidschan                                                 | Aserbaidschan | Färöer | Färöer |
| ------------------------------------------------------------- | --- | --- | ------ |
| Aserbaidschan                                                 | \| 5. Spieltag \| \| 17. November 2018 um 18:00 Uhr in Baku (Nationalstadion Baku) \| \| Schiedsrichter: Dimitrios Massias ( Zypern) \| \| Spielbericht \| | \| 5. Spieltag \| \| 17. November 2018 um 18:00 Uhr in Baku (Nationalstadion Baku) \| \| Schiedsrichter: Dimitrios Massias ( Zypern) \| \| Spielbericht \| | Färöer |
| Aserbaidschan                                                 | Kamran Ağayev (46. Səlahət Ağayev) – Pavel Paşayev (71. Rahil Məmmədov), Maksim Medvedev, Bədavi Hüseynov, Təmkin Xəlilzadə – Qara Qarayev, Richard Almeida – Mahir Madatov, Dimitrij Nazarov, Araz Abdullayev – Rufat Dadashov (78. Mirabdulla Abbasov) Cheftrainer: Qurban Qurbanov | Gunnar Nielsen – Odmar Færø (73. Árni Frederiksberg), Atli Gregersen , Sonni Nattestad, Viljormur Davidsen (46. Kaj Bartalsstovu) – Gilli Sørensen, Rógvi Baldvinsson, Hallur Hansson, Sølvi Vatnhamar – Brandur Hendriksson, Klæmint Olsen (63. Jákup Thomsen) Cheftrainer: Lars Olsen ( Dänemark) | Färöer |
| Aserbaidschan                                                 | 1:0 Nazarov (18.) 2:0 Madatov (28.) | | Färöer |
| Aserbaidschan                                                 | Dadaşov (10.) | Hendriksson (62.), Nattestad (84.) | Färöer |
| 5. Spieltag                                                   | | |        |
| 17. November 2018 um 18:00 Uhr in Baku (Nationalstadion Baku) | | |        |
| Schiedsrichter: Dimitrios Massias ( Zypern)                   | | |        |
| Spielbericht                                                  | | |        |

### Malta – Kosovo 0:5 (0:1)
| Malta                                                       | Malta | Kosovo | Kosovo |
| ----------------------------------------------------------- | --- | --- | ------ |
| Malta                                                       | \| 5. Spieltag \| \| 17. November 2018 um 18:00 Uhr in Attard (Ta’ Qali-Stadion) \| \| Schiedsrichter: Bartosz Frankowski ( Polen) \| \| Spielbericht \| | \| 5. Spieltag \| \| 17. November 2018 um 18:00 Uhr in Attard (Ta’ Qali-Stadion) \| \| Schiedsrichter: Bartosz Frankowski ( Polen) \| \| Spielbericht \| | Kosovo |
| Malta                                                       | Andrew Hogg – Joseph Mbong, Zach Muscat, Jonathan Caruana, Ryan Camilleri, Joseph Zerafa – Juan Corbolan (65. Alfred Effiong), Rowen Muscat (65. Michael Mifsud), Roderick Briffa (74. Paul Fenech), Luke Gambin – André Schembri Cheftrainer: Ray Farrugia | Samir Ujkani – Mërgim Vojvoda, Amir Rrahmani, Fidan Aliti, Benjamin Kololli – Herolind Shala, Hekuran Kryeziu – Milot Rashica, Valon Berisha (61. Besar Halimi), Arbër Zeneli (71. Donis Avdijaj) – Vedat Muriqi (83. Shkelqim Demhasaj) Cheftrainer: Bernard Challandes ( Schweiz) | Kosovo |
| Malta                                                       | 0:1 Muriqi (15.) 0:2 Kololli (70.) 0:3 Avdijaj (78.) 0:4 Avdijaj (80.) 0:5 Rashica (86.) | | Kosovo |
| Malta                                                       | Mbong (25.), Briffa (52.), Effiong (65.) | | Kosovo |
| 5. Spieltag                                                 | | |        |
| 17. November 2018 um 18:00 Uhr in Attard (Ta’ Qali-Stadion) | | |        |
| Schiedsrichter: Bartosz Frankowski ( Polen)                 | | |        |
| Spielbericht                                                | | |        |

### Kosovo – Aserbaidschan 4:0 (1:0)
| Kosovo                                                            | Kosovo | Aserbaidschan | Aserbaidschan |
| ----------------------------------------------------------------- | --- | --- | ------------- |
| Kosovo                                                            | \| 6. Spieltag \| \| 20. November 2018 um 20:45 Uhr in Pristina (Fadil-Vokrri-Stadion) \| \| Schiedsrichter: Benoît Millot ( Frankreich) \| \| Spielbericht \| | \| 6. Spieltag \| \| 20. November 2018 um 20:45 Uhr in Pristina (Fadil-Vokrri-Stadion) \| \| Schiedsrichter: Benoît Millot ( Frankreich) \| \| Spielbericht \| | Aserbaidschan |
| Kosovo                                                            | Arijanet Murić – Mërgim Vojvoda, Amir Rrahmani, Fidan Aliti, Benjamin Kololli – Herolind Shala, Hekuran Kryeziu – Milot Rashica (74. Edon Zhegrova), Valon Berisha (85. Besar Halimi), Arbër Zeneli – Vedat Muriqi (69. Atdhe Nuhiu) Cheftrainer: Bernard Challandes ( Schweiz) | Səlahət Ağayev – Pavel Paşayev, Maksim Medvedev, Bədavi Hüseynov, Təmkin Xəlilzadə – Qara Qarayev, Richard Almeida – Mahir Madatov (63. Mirabdulla Abbasov), Dimitrij Nazarov, Araz Abdullayev (71. Ruslan Qurbanov) – Rufat Dadashov (46. Əfran İsmayılov) Cheftrainer: Qurban Qurbanov | Aserbaidschan |
| Kosovo                                                            | 1:0 Zeneli (2.) 2:0 Zeneli (50.) 3:0 Rrahmani (61.) 4:0 Zeneli (76.) | | Aserbaidschan |
| Kosovo                                                            | Aliti (59.) | Nazarov (11.), Abdullayev (45.), Xəlilzadə (60.) | Aserbaidschan |
| 6. Spieltag                                                       | | |               |
| 20. November 2018 um 20:45 Uhr in Pristina (Fadil-Vokrri-Stadion) | | |               |
| Schiedsrichter: Benoît Millot ( Frankreich)                       | | |               |
| Spielbericht                                                      | | |               |

### Malta – Färöer 1:1 (1:1)
| Malta                                                       | Malta | Färöer | Färöer |
| ----------------------------------------------------------- | --- | --- | ------ |
| Malta                                                       | \| 6. Spieltag \| \| 20. November 2018 um 20:45 Uhr in Attard (Ta’ Qali-Stadion) \| \| Schiedsrichter: Witali Meschkow ( Russland) \| \| Spielbericht \|                                                                                               | \| 6. Spieltag \| \| 20. November 2018 um 20:45 Uhr in Attard (Ta’ Qali-Stadion) \| \| Schiedsrichter: Witali Meschkow ( Russland) \| \| Spielbericht \| | Färöer |
| Malta                                                       | Andrew Hogg – Zach Muscat (66. Jonathan Caruana), Andrei Agius, Steve Borg – Joseph Mbong, Rowen Muscat, Paul Fenech, Clayton Failla (79. Kyrian Nwoko) – Juan Corbolan (77. Joseph Zerafa), André Schembri , Michael Mifsud Cheftrainer: Ray Farrugia | Gunnar Nielsen – Gilli Sørensen, Atli Gregersen , Sonni Nattestad (83. Odmar Færø), Viljormur Davidsen – Sølvi Vatnhamar (67. Kaj Bartalsstovu), Heini Vatnsdal, Brandur Hendriksson, René Joensen – Jákup Thomsen (74. Klæmint Olsen), Hallur Hansson Cheftrainer: Lars Olsen ( Dänemark) | Färöer |
| Malta                                                       | 1:1 Corbolan (4.) | 0:1 Joensen (3.) | Färöer |
| Malta                                                       | Agius (55.), Schembri (81.), R. Muscat (87.) | Vatsndal (34.), Hendriksson (43.), Hansson (86.) | Färöer |
| 6. Spieltag                                                 | | |        |
| 20. November 2018 um 20:45 Uhr in Attard (Ta’ Qali-Stadion) | | |        |
| Schiedsrichter: Witali Meschkow ( Russland)                 | | |        |
| Spielbericht                                                | | |        |

## Gruppe 4
| Pl. | Land           | Sp. | S | U | N | Tore    | Diff. | Punkte |
| --- | -------------- | --- | - | - | - | ------- | ----- | ------ |
| 1.  | Nordmazedonien | 6   | 5 | 0 | 1 | 014:500 | +9    | 15     |
| 2.  | Armenien       | 6   | 3 | 1 | 2 | 014:800 | +6    | 10     |
| 3.  | Gibraltar      | 6   | 2 | 0 | 4 | 005:150 | −10   | 06     |
| 4.  | Liechtenstein  | 6   | 1 | 1 | 4 | 007:120 | −5    | 04     |

### Armenien – Liechtenstein 2:1 (1:1)
| Armenien                                                                               | Armenien | Liechtenstein | Liechtenstein |
| -------------------------------------------------------------------------------------- | --- | --- | ------------- |
| Armenien                                                                               | \| 1. Spieltag \| \| 6. September 2018 um 18:00 Uhr in Jerewan (Wasken Sarkissjan Republikanisches Stadion) \| \| Schiedsrichter: Enea Jorgji ( Albanien) \| \| Spielbericht \| | \| 1. Spieltag \| \| 6. September 2018 um 18:00 Uhr in Jerewan (Wasken Sarkissjan Republikanisches Stadion) \| \| Schiedsrichter: Enea Jorgji ( Albanien) \| \| Spielbericht \| | Liechtenstein |
| Armenien                                                                               | Aram Airapetjan – Warasdat Harojan, Armen Manuscharjan (42. Artak Edigarjan), André Calisir, Howhannes Hambartsumjan – Karlen Mkrttschjan, Gor Malakjan, Iwan Jagan (55. Tigran Barseghjan), Henrich Mchitarjan , Aras Özbiliz (83. Geworg Ghasarjan) – Marcos Pizzelli Cheftrainer: Wardan Minassjan | Benjamin Büchel – Maximilian Göppel, Daniel Kaufmann, Sandro Wieser, Martin Rechsteiner (80. Seyhan Yildiz) – Aron Sele, Dennis Salanović, Nicolas Hasler, Sandro Wolfinger (81. Livio Meier), Michele Polverino – Philippe Erne (48. Simon Kühne) Cheftrainer: René Pauritsch ( Österreich) | Liechtenstein |
| Armenien                                                                               | 1:0 Pizzelli (30.) 2:1 Barseghjan (76.) | 1:1 Wolfinger (33.) | Liechtenstein |
| Armenien                                                                               | Malakjan (57.), Mkrttschjan (60.) | Kaufmann (19.), Polverino (37.), Salanović (72.) | Liechtenstein |
| Armenien                                                                               | Polverino (74.) | | Liechtenstein |
| 1. Spieltag                                                                            | | |               |
| 6. September 2018 um 18:00 Uhr in Jerewan (Wasken Sarkissjan Republikanisches Stadion) | | |               |
| Schiedsrichter: Enea Jorgji ( Albanien)                                                | | |               |
| Spielbericht                                                                           | | |               |

### Gibraltar – Nordmazedonien 0:2 (0:2)
| Gibraltar                                                      | Gibraltar | Nordmazedonien | Nordmazedonien |
| -------------------------------------------------------------- | --- | --- | -------------- |
| Gibraltar                                                      | \| 1. Spieltag \| \| 6. September 2018 um 20:45 Uhr in Gibraltar (Victoria Stadium) \| \| Schiedsrichter: Jens Maae ( Dänemark) \| \| Spielbericht \| | \| 1. Spieltag \| \| 6. September 2018 um 20:45 Uhr in Gibraltar (Victoria Stadium) \| \| Schiedsrichter: Jens Maae ( Dänemark) \| \| Spielbericht \| | Nordmazedonien |
| Gibraltar                                                      | Kyle Goldwin – Joseph Chipolina , Jayce Mascarenhas-Olivero, Erin Barnett, Anthony Hernandez – Jack Sergeant, Liam Walker, Alain Pons (75. Sykes Garro) – Lee Casciaro (90.+3' Jean-Carlos Garcia), Anthony Bardon, Tjay de Barr (80. Reece Styche) Cheftrainer: Julio Ribas ( Uruguay) | Stole Dimitrievski – Kire Ristevski, Wisar Musliu, Stefan Ristovski – Ezgjan Alioski, Aleksandar Traikovski (68. Eljif Elmas), Enis Bardhi (85. Egzon Bejtulai), Boban Nikolov, Stefan Spirovski – Ivan Tričkovski, Goran Pandev (46. Ilija Nestorovski) Cheftrainer: Igor Angelovski | Nordmazedonien |
| Gibraltar                                                      | 0:1 Tričkovski (19.) 0:2 Alioski (35.) | | Nordmazedonien |
| Gibraltar                                                      | de Barr (40.), Barnett (79.) | Alioski (77.), Tričkovski (89.) | Nordmazedonien |
| 1. Spieltag                                                    | | |                |
| 6. September 2018 um 20:45 Uhr in Gibraltar (Victoria Stadium) | | |                |
| Schiedsrichter: Jens Maae ( Dänemark)                          | | |                |
| Spielbericht                                                   | | |                |

### Nordmazedonien – Armenien 2:0 (1:0)
| Nordmazedonien                                             | Nordmazedonien | Armenien | Armenien |
| ---------------------------------------------------------- | --- | --- | -------- |
| Nordmazedonien                                             | \| 2. Spieltag \| \| 9. September 2018 um 18:00 Uhr in Skopje (Philip-II-Arena) \| \| Schiedsrichter: Manuel Schüttengruber ( Österreich) \| \| Spielbericht \| | \| 2. Spieltag \| \| 9. September 2018 um 18:00 Uhr in Skopje (Philip-II-Arena) \| \| Schiedsrichter: Manuel Schüttengruber ( Österreich) \| \| Spielbericht \| | Armenien |
| Nordmazedonien                                             | Stole Dimitrievski – Kire Ristevski, Wisar Musliu, Stefan Ristovski, Egzon Bejtulai – Enis Bardhi (74. Boban Nikolov), Stefan Spirovski, Eljif Elmas – Ivan Tričkovski (56. Aleksandar Traikovski), Ezgjan Alioski, Goran Pandev (69. Ilija Nestorovski) Cheftrainer: Igor Angelovski | Aram Airapetjan – Hayk Ischkhanjan, Warasdat Harojan, André Calisir, Howhannes Hambartsumjan – Karlen Mkrttschjan, Gor Malakjan (68. Aras Özbiliz), Geworg Ghasarjan, Henrich Mchitarjan , Tigran Barseghjan (77. Artur Sarkissow) – Sargis Adamyan (46. Marcos Pizzelli) Cheftrainer: Wardan Minassjan | Armenien |
| Nordmazedonien                                             | 1:0 Alioski (14., Foulelfmeter) 2:0 Pandev (59.) | | Armenien |
| Nordmazedonien                                             | Nikolov (84.) | Barseghjan (43.), Sarkissow (81.) | Armenien |
| 2. Spieltag                                                | | |          |
| 9. September 2018 um 18:00 Uhr in Skopje (Philip-II-Arena) | | |          |
| Schiedsrichter: Manuel Schüttengruber ( Österreich)        | | |          |
| Spielbericht                                               | | |          |

### Liechtenstein – Gibraltar 2:0 (1:0)
| Liechtenstein                                                     | Liechtenstein | Gibraltar | Gibraltar |
| ----------------------------------------------------------------- | --- | --- | --------- |
| Liechtenstein                                                     | \| 2. Spieltag \| \| 9. September 2018 um 20:45 Uhr in Vaduz (Rheinpark Stadion Vaduz) \| \| Schiedsrichter: Alan Mario Sant ( Malta) \| \| Spielbericht \| | \| 2. Spieltag \| \| 9. September 2018 um 20:45 Uhr in Vaduz (Rheinpark Stadion Vaduz) \| \| Schiedsrichter: Alan Mario Sant ( Malta) \| \| Spielbericht \|                                                                                                 | Gibraltar |
| Liechtenstein                                                     | Benjamin Büchel – Maximilian Göppel, Daniel Kaufmann, Ivan Quintans, Sandro Wieser – Aron Sele, Dennis Salanović, Livio Meier (89. Niklas Kieber), Nicolas Hasler , Sandro Wolfinger (74. Simon Kühne) – Robin Gubser (82. Seyhan Yildiz) Cheftrainer: René Pauritsch ( Österreich) | Kyle Goldwin – Jack Sergeant, Alain Pons (46. Sykes Garro), Erin Barnett, Tjay de Barr (71. Reece Styche) – Joseph Chipolina , Lee Casciaro, Liam Walker – Anthony Bardon, Jayce Mascarenhas-Olivero, Anthony Hernandez Cheftrainer: Julio Ribas ( Uruguay) | Gibraltar |
| Liechtenstein                                                     | 1:0 Salanović (32.) 2:0 Wieser (72.) | | Gibraltar |
| Liechtenstein                                                     | Salanović (30.), Wolfinger (40.), Wieser (90.+3') | de Barr (54.), Sergeant (71.), Styche (85.) | Gibraltar |
| 2. Spieltag                                                       | | |           |
| 9. September 2018 um 20:45 Uhr in Vaduz (Rheinpark Stadion Vaduz) | | |           |
| Schiedsrichter: Alan Mario Sant ( Malta)                          | | |           |
| Spielbericht                                                      | | |           |

### Armenien – Gibraltar 0:1 (0:0)
| Armenien                                                                              | Armenien | Gibraltar | Gibraltar |
| ------------------------------------------------------------------------------------- | --- | --- | --------- |
| Armenien                                                                              | \| 3. Spieltag \| \| 13. Oktober 2018 um 18:00 Uhr in Jerewan (Wasken Sarkissjan Republikanisches Stadion) \| \| Schiedsrichter: Fedayi San ( Schweiz) \| \| Spielbericht \| | \| 3. Spieltag \| \| 13. Oktober 2018 um 18:00 Uhr in Jerewan (Wasken Sarkissjan Republikanisches Stadion) \| \| Schiedsrichter: Fedayi San ( Schweiz) \| \| Spielbericht \| | Gibraltar |
| Armenien                                                                              | Aram Airapetjan – Howhannes Hambartsumjan, Warasdat Harojan, Hrajr Mkojan, Kamo Howhannisjan – Gor Malakjan (46. Marcos Pizzelli), Artak Grigorjan – Tigran Barseghjan (60. Artur Sarkissow), Henrich Mchitarjan , Geworg Ghasarjan – Jura Mowsisjan (69. Sargis Adamyan) Cheftrainer: Armen Gjulbudaghjants | Kyle Goldwin – Jack Sergeant, Roy Chipolina , Joseph Chipolina, Jayce Mascarenhas-Olivero – Alain Pons (90.+6' Louie Annesley), Anthony Bardon, Andrew Hernandez (85. Ethan Britto) – Jamie Coombes (70. Reece Styche), Lee Casciaro, Liam Walker Cheftrainer: Julio Ribas ( Uruguay) | Gibraltar |
| Armenien                                                                              | 0:1 J. Chipolina (50., Foulelfmeter) | | Gibraltar |
| Armenien                                                                              | Mkojan (49.), Ghasarjan (90.+2') | Goldwin (67.), Bardon (86.), J. Chipolina (90.+1'), Styche (90.+3') | Gibraltar |
| 3. Spieltag                                                                           | | |           |
| 13. Oktober 2018 um 18:00 Uhr in Jerewan (Wasken Sarkissjan Republikanisches Stadion) | | |           |
| Schiedsrichter: Fedayi San ( Schweiz)                                                 | | |           |
| Spielbericht                                                                          | | |           |

### Nordmazedonien – Liechtenstein 4:1 (3:1)
| Nordmazedonien                                            | Nordmazedonien | Liechtenstein | Liechtenstein |
| --------------------------------------------------------- | --- | --- | ------------- |
| Nordmazedonien                                            | \| 3. Spieltag \| \| 13. Oktober 2018 um 20:45 Uhr in Skopje (Philip-II-Arena) \| \| Schiedsrichter: Roi Reinshreiber ( Israel) \| \| Spielbericht \| | \| 3. Spieltag \| \| 13. Oktober 2018 um 20:45 Uhr in Skopje (Philip-II-Arena) \| \| Schiedsrichter: Roi Reinshreiber ( Israel) \| \| Spielbericht \| | Liechtenstein |
| Nordmazedonien                                            | Stole Dimitrievski – Egzon Bejtulai (77. Stefan Ristovski), Wisar Musliu, Gjoko Zajkov, Ezgjan Alioski – Aleksandar Trajkovski, Enis Bardhi, Eljif Elmas, Ferhan Hasani – Goran Pandev (68. Boban Nikolov), Ilija Nestorovski (83. Stefan Spirovski) Cheftrainer: Igor Angelovski | Benjamin Büchel – Martin Rechsteiner, Daniel Kaufmann, Sandro Wieser, Maximilian Göppel – Michele Polverino – Sandro Wolfinger (79. Niklas Kieber), Aron Sele (29. Robin Gubser), Marcel Büchel (72. Philippe Erne), Seyhan Yildiz – Nicolas Hasler Cheftrainer: René Pauritsch ( Österreich) | Liechtenstein |
| Nordmazedonien                                            | 1:0 Trajkovski (10.) 2:0 Trajkovski (30.) 3:0 Pandev (36.) 4:1 Alioski (67.) | 3:1 Yildiz (37.) | Liechtenstein |
| Nordmazedonien                                            | Trajkovski (2.) | M. Büchel (35.), Yildiz (77.) | Liechtenstein |
| 3. Spieltag                                               | | |               |
| 13. Oktober 2018 um 20:45 Uhr in Skopje (Philip-II-Arena) | | |               |
| Schiedsrichter: Roi Reinshreiber ( Israel)                | | |               |
| Spielbericht                                              | | |               |

### Armenien – Nordmazedonien 4:0 (1:0)
| Armenien                                                                              | Armenien | Mazedonien | Mazedonien |
| ------------------------------------------------------------------------------------- | --- | --- | ---------- |
| Armenien                                                                              | \| 4. Spieltag \| \| 16. Oktober 2018 um 18:00 Uhr in Jerewan (Wasken Sarkissjan Republikanisches Stadion) \| \| Schiedsrichter: Martin Strömbergsson ( Schweden) \| \| Spielbericht \| | \| 4. Spieltag \| \| 16. Oktober 2018 um 18:00 Uhr in Jerewan (Wasken Sarkissjan Republikanisches Stadion) \| \| Schiedsrichter: Martin Strömbergsson ( Schweden) \| \| Spielbericht \|                                                                                          | Mazedonien |
| Armenien                                                                              | Aram Airapetjan – Artjom Chatschaturow, Warasdat Harojan, Kamo Howhannisjan, Gagik Dagbaschjan – Henrich Mchitarjan , Rumjan Howsepjan (83. Karlen Mkrttschjan), Geworg Ghasarjan, Sargis Adamyan – Marcos Pizzelli (22. Artak Grigorjan), Jura Mowsisjan (74. Tigran Barseghjan) Cheftrainer: Armen Gjulbudaghjants | Stole Dimitrievski – Wisar Musliu, Gjoko Zajkov (76. Ferhan Hasani), Stefan Ristovski, Kire Ristevski – Arijan Ademi, Ezgjan Alioski, Aleksandar Trajkovski, Stefan Spirovski (57. Eljif Elmas) – Enis Bardhi (64. Ilija Nestorovski), Goran Pandev Cheftrainer: Igor Angelovski | Mazedonien |
| Armenien                                                                              | 1:0 Pizzelli (12.) 2:0 Mowsisjan (67.) 3:0 Ghasarjan (81.) 4:0 Mchitarjan (90.+4') | | Mazedonien |
| Armenien                                                                              | Chatschaturow (20.), Howsepjan (20.), Grigorjan (44.), Harojan (57.), Mchitarjan (71.) | Pandev (27.), Ristovski (27.), Elmas (79.) | Mazedonien |
| Armenien                                                                              | Elmas (90.+3') | | Mazedonien |
| 4. Spieltag                                                                           | | |            |
| 16. Oktober 2018 um 18:00 Uhr in Jerewan (Wasken Sarkissjan Republikanisches Stadion) | | |            |
| Schiedsrichter: Martin Strömbergsson ( Schweden)                                      | | |            |
| Spielbericht                                                                          | | |            |

### Gibraltar – Liechtenstein 2:1 (0:1)
| Gibraltar                                                     | Gibraltar | Liechtenstein | Liechtenstein |
| ------------------------------------------------------------- | --- | --- | ------------- |
| Gibraltar                                                     | \| 4. Spieltag \| \| 16. Oktober 2018 um 20:45 Uhr in Gibraltar (Victoria Stadium) \| \| Schiedsrichter: Vasilis Dimitriou ( Zypern) \| \| Spielbericht \| | \| 4. Spieltag \| \| 16. Oktober 2018 um 20:45 Uhr in Gibraltar (Victoria Stadium) \| \| Schiedsrichter: Vasilis Dimitriou ( Zypern) \| \| Spielbericht \| | Liechtenstein |
| Gibraltar                                                     | Kyle Goldwin – Lee Casciaro, George Cabrera (90.+6' Tjay De Barr), Alain Pons, Roy Chipolina – Joseph Chipolina, Jack Sergeant, Jayce Mascarenhas-Olivero – Anthony Bardon, Liam Walker, Andrew Hernandez (46. Jamie Coombes; 75. Kyle Casciaro) Cheftrainer: Julio Ribas ( Uruguay) | Benjamin Büchel – Fabian Eberle, Daniel Kaufmann, Sandro Wieser (46. Andreas Malin), Maximilian Göppel – Michele Polverino (83. Philippe Erne) – Marcel Büchel (67. Sandro Wolfinger), Livio Meier, Nicolas Hasler – Robin Gubser, Dennis Salanović Cheftrainer: René Pauritsch ( Österreich) | Liechtenstein |
| Gibraltar                                                     | 1:1 Cabrera (61.) 2:1 J. Chipolina (66.) | 0:1 Salanović (15.) | Liechtenstein |
| Gibraltar                                                     | L. Casciaro (49.), Walker (60.) | M. Büchel (39.), Polverino (49.), Salanović (51.), Kaufmann (87.) | Liechtenstein |
| 4. Spieltag                                                   | | |               |
| 16. Oktober 2018 um 20:45 Uhr in Gibraltar (Victoria Stadium) | | |               |
| Schiedsrichter: Vasilis Dimitriou ( Zypern)                   | | |               |
| Spielbericht                                                  | | |               |

### Liechtenstein – Nordmazedonien 0:2 (0:0)
| Liechtenstein                                                     | Liechtenstein | Nordmazedonien | Nordmazedonien |
| ----------------------------------------------------------------- | --- | --- | -------------- |
| Liechtenstein                                                     | \| 5. Spieltag \| \| 16. November 2018 um 20:45 Uhr in Vaduz (Rheinpark Stadion Vaduz) \| \| Schiedsrichter: Petr Ardeleanu ( Tschechien) \| \| Spielbericht \| | \| 5. Spieltag \| \| 16. November 2018 um 20:45 Uhr in Vaduz (Rheinpark Stadion Vaduz) \| \| Schiedsrichter: Petr Ardeleanu ( Tschechien) \| \| Spielbericht \| | Nordmazedonien |
| Liechtenstein                                                     | Benjamin Büchel – Daniel Brändle (76. Philippe Erne), Maximilian Göppel, Ivan Quintans (76. Fabian Eberle), Sandro Wieser, Martin Rechsteiner – Aron Sele (76. Martin Büchel), Dennis Salanović, Nicolas Hasler, Michele Polverino – Livio Meier Cheftrainer: René Pauritsch ( Österreich) | Stole Dimitrievski – Kire Ristevski, Wisar Musliu, Egzon Bejtulai – Aleksandar Trajkovski, Ferhan Hasani (77. Krste Velkoski), Boban Nikolov, Enis Bardhi – Ivan Tričkovski (77. Stefan Spirovski; 85. Kristijan Toševski), Goran Pandev , Ilija Nestorovski Cheftrainer: Igor Angelovski | Nordmazedonien |
| Liechtenstein                                                     | 0:1 Bardhi (53.) 0:2 Nestorovski (90.+1') | | Nordmazedonien |
| Liechtenstein                                                     | Wieser (44.), Quintans (70.) | | Nordmazedonien |
| Liechtenstein                                                     | Wieser (50.) | | Nordmazedonien |
| 5. Spieltag                                                       | | |                |
| 16. November 2018 um 20:45 Uhr in Vaduz (Rheinpark Stadion Vaduz) | | |                |
| Schiedsrichter: Petr Ardeleanu ( Tschechien)                      | | |                |
| Spielbericht                                                      | | |                |

### Gibraltar – Armenien 2:6 (1:1)
| Gibraltar                                                      | Gibraltar | Armenien | Armenien |
| -------------------------------------------------------------- | --- | --- | -------- |
| Gibraltar                                                      | \| 5. Spieltag \| \| 16. November 2018 um 20:45 Uhr in Gibraltar (Victoria Stadium) \| \| Schiedsrichter: Kai Erik Stehen ( Norwegen) \| \| Spielbericht \| | \| 5. Spieltag \| \| 16. November 2018 um 20:45 Uhr in Gibraltar (Victoria Stadium) \| \| Schiedsrichter: Kai Erik Stehen ( Norwegen) \| \| Spielbericht \| | Armenien |
| Gibraltar                                                      | Kyle Goldwin – Lee Casciaro, Liam Walker, Jayce Olivero, Roy Chipolina – Jack Sergeant, Anthony Bardon, Tjay De Barr – Joseph Chipolina (83. Aymen Mouelhi), Alain Pons (71. Adam Priestley), Anthony Hernandez (72. Andrew Hernandez) Cheftrainer: Julio Ribas ( Uruguay) | Aram Airapetjan – Warasdat Harojan, Kamo Howhannisjan, Gagik Dagbaschjan, Artur Kartaschjan – Artak Grigorjan, Henrich Mchitarjan , Rumjan Howsepjan (62. Gor Malakjan) – Geworg Ghasarjan, Jura Mowsisjan (76. Aleksandre Karapetian), Sargis Adamyan (73. Edgar Malakjan) Cheftrainer: Armen Gjulbudaghjants | Armenien |
| Gibraltar                                                      | 1:0 De Barr (10.) 2:5 Priestley (78.) | 1:1 Mowsisjan (27.) 1:2 Mowsisjan (48.) 1:3 Mowsisjan (52.) 1:4 Mowsisjan (54.) 1:5 Kartaschjan (66.) 2:6 Karapetian (90.+4') | Armenien |
| Gibraltar                                                      | J. Chipolina (26.), De Barr (66.) | Kartaschjan (3.), Mowsisjan (8.), Howsepjan (39.) | Armenien |
| 5. Spieltag                                                    | | |          |
| 16. November 2018 um 20:45 Uhr in Gibraltar (Victoria Stadium) | | |          |
| Schiedsrichter: Kai Erik Stehen ( Norwegen)                    | | |          |
| Spielbericht                                                   | | |          |

### Nordmazedonien – Gibraltar 4:0 (1:0)
| Nordmazedonien                                             | Nordmazedonien | Gibraltar | Gibraltar |
| ---------------------------------------------------------- | --- | --- | --------- |
| Nordmazedonien                                             | \| 6. Spieltag \| \| 19. November 2018 um 20:45 Uhr in Skopje (Philip-II-Arena) \| \| Schiedsrichter: Daniyar Sakhi ( Kasachstan) \| | \| 6. Spieltag \| \| 19. November 2018 um 20:45 Uhr in Skopje (Philip-II-Arena) \| \| Schiedsrichter: Daniyar Sakhi ( Kasachstan) \| | Gibraltar |
| Nordmazedonien                                             | Stole Dimitrievski – Egzon Bejtulai, Visar Musliu, Kire Ristevski, Ezgjan Alioski – Aleksandar Trajkovski, Boban Nikolov, Enis Bardhi, Eljif Elmas (72. Arijan Ademi) – Ilija Nestorovski (82. Krste Velkoski), Ivan Tričkovski (59. Ferhan Hasani) Cheftrainer: Igor Angelovski | Matt Cafer – Tjay De Barr (81. Adam Priestley), Anthony Bardon, Andrew Hernandez, Liam Walker – Roy Chipolina , Aymen Mouelhi, Jayce Olivero – Jack Sergeant, Louie Annesley (88. Erin Barnett), Lee Casciaro (79. Anthony Hernandez) Cheftrainer: Julio Ribas ( Uruguay) | Gibraltar |
| Nordmazedonien                                             | 1:0 Bardhi (27.) 2:0 Nestorovski (67.) 3:0 Nestorovski (80.) 4:0 Trajkovski (90.+2') | | Gibraltar |
| Nordmazedonien                                             | Annesley (41.) | | Gibraltar |
| 6. Spieltag                                                | | |           |
| 19. November 2018 um 20:45 Uhr in Skopje (Philip-II-Arena) | | |           |
| Schiedsrichter: Daniyar Sakhi ( Kasachstan)                | | |           |

### Liechtenstein – Armenien 2:2 (1:1)
| Liechtenstein                                                     | Liechtenstein | Armenien | Armenien |
| ----------------------------------------------------------------- | --- | --- | -------- |
| Liechtenstein                                                     | \| 6. Spieltag \| \| 19. November 2018 um 20:45 Uhr in Vaduz (Rheinpark Stadion Vaduz) \| \| Schiedsrichter: Alain Durieux ( Luxemburg) \| | \| 6. Spieltag \| \| 19. November 2018 um 20:45 Uhr in Vaduz (Rheinpark Stadion Vaduz) \| \| Schiedsrichter: Alain Durieux ( Luxemburg) \| | Armenien |
| Liechtenstein                                                     | Benjamin Büchel – Jens Hofer, Ivan Quintans (83. Fabian Eberle), Martin Rechsteiner – Maximilian Göppel, Michele Polverino , Aron Sele (57. Martin Büchel), Livio Meier – Marcel Büchel (62. Daniel Brändle), Nicolas Hasler – Dennis Salanović Cheftrainer: René Pauritsch ( Österreich) | Henri Awagjan – Howhannes Hambartsumjan (88. Alik Arakeljan), Warasdat Harojan, Artjom Chatschaturow, Gagik Daghbaschjan – Artak Grigorjan, Rumjan Howsepjan (72. Aleksandre Karapetian) – Sargis Adamyan, Henrich Mchitarjan , Geworg Ghasarjan – Jura Mowsisjan Cheftrainer: Armen Gjulbudaghjants | Armenien |
| Liechtenstein                                                     | 1:1 Marc. Büchel (44.) 2:1 Hasler (47.) | 0:1 Adamyan (9.) 2:2 Karapetian (85.) | Armenien |
| Liechtenstein                                                     | Rechsteiner (59.), B. Büchel (67.) | Hambartsumjan (73.) | Armenien |
| 6. Spieltag                                                       | | |          |
| 19. November 2018 um 20:45 Uhr in Vaduz (Rheinpark Stadion Vaduz) | | |          |
| Schiedsrichter: Alain Durieux ( Luxemburg)                        | | |          |